# Bundesautobahn 1
De Duitse Bundesautobahn 1 (kort BAB 1, A1 of 1) loopt vanaf Heiligenhafen in de deelstaat Sleeswijk-Holstein, waar hij overgaat in de B207, naar Saarbrücken in Saarland. De A1 is nu 749 kilometer lang en doorkruist zeven deelstaten.
Tussen Lübeck en het Ruhrgebied staat de snelweg bekend als de Hansalinie. Van Heiligenhafen naar Hamburg heet hij de Vogelfluglinie. Van Kreuz Köln-West tot Dreieck Vulkaneifel staat hij bekend als de Eifelautobahn.
Het nummer A1 draagt de weg sinds de invoering van het huidige nummeringssysteem in 1975. In het eerder ontworpen, niet ingevoerde nummeringssysteem was het nummer A1 voor de huidige A24 tussen Berlijn en Hamburg bedacht.
Deze snelweg verbindt een aantal grote steden liggend op de route, waaronder steden in het Rhein-Ruhrgebied.

## Verloop

### Deelstaten
De A1 doorsnijdt de volgende deelstaten:
- Sleeswijk-Holstein
- Hamburg
- Nedersaksen
- Bremen
- Noordrijn-Westfalen
- Rijnland-Palts
- Saarland

### Belangrijkste steden aan de A1
De A1 loopt langs grote steden, waaronder:
- Lübeck
- Hamburg
- Bremen
- Osnabrück
- Münster
- Hamm
- Dortmund
- Hagen
- Wuppertal
- Leverkusen
- Keulen
- Trier
- Saarbrücken

### Sleeswijk-Holstein
Het Sleeswijk-Holsteinse deel van de A1, dat tot de zogenaamde Vogelfluglinie hoort, begint bij de aansluiting Heiligenhafen-Ost met 2×2 rijstroken. De weg is een voortzetting van de B207 vanaf veerhaven Puttgarden op het eiland Fehmarn. Op het schiereiland Wagrien verloopt de A1 kortstondig richting het westen, vervolgens naar het zuiden, langs de Oost-Holsteinse steden Oldenburg in Holstein en Neustadt in Holstein. In de nabijheid van de Lübecker Bocht loopt de weg voor een lengte van ongeveer 10 kilometer parallel aan de Oostzeekust, waarbij de weg bij Haffkrug tot minder dan een kilometer van de kust genaderd is. Voordat de weg langs de Hanzestad Lübeck loopt, sluit bij Dreieck Bad Schwartau de vanaf Travemünde komende A226 aan en krijgt de A1 2×3 rijstroken. Na de passage door Lübeck bestaat bij Kreuz Lübeck een verbinding met de Ostseeautobahn A20 richting Rostock. Vanaf hier loopt de snelweg in zuidwestelijke richting door Kreis Stormarn, langs de stadjes Reinfeld en Bad Oldesloe, voorbij het knooppunt Kreuz Bargteheide, het huidige eindpunt van de A21 vanuit Kiel. De oostelijke Hamburgse voorsteden Bargteheide en Ahrensburg worden eveneens ontsloten. Kort voor het bereiken van het Hamburgse stadsgebied kruist de A24 (Hamburg-Horn - Berlijn) in een langgerekt knooppunt, Kreuz Hamburg-Ost, de A1.

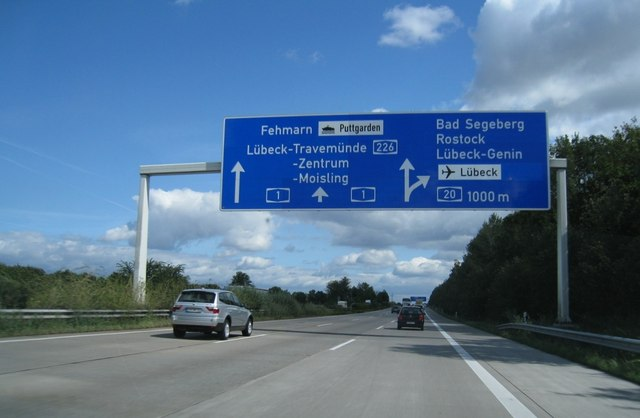
De zes rijstroken brede A1 bij Kreuz Lübeck vanuit het zuidwesten (Hamburg) (2009)
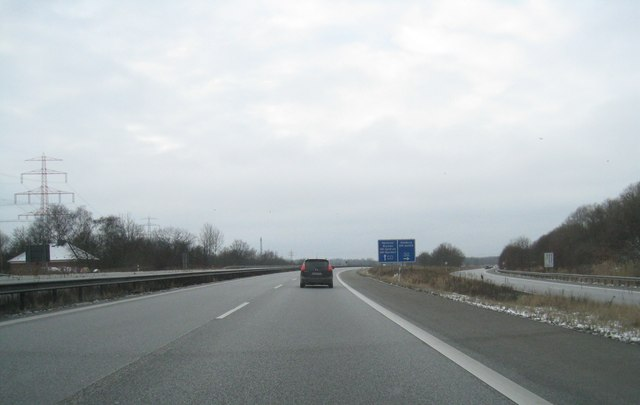
Bij Kreuz Hamburg-Ost bereikt de A1 de stadsgrens van de Hanzestad Lübeck (2010)

### Hamburg
In Hamburg wordt vervolgens het oostelijke stadsdeel Billstedt doorkruist en onder het overslagstation Hamburg-Billwerder met een rond 240 meter lange tunnel gegaan. Daarna buigt bij Dreieck Hamburg-Südost de A25 naar Geesthacht af. Na de kruising met de Norderelbe over een tuibrug mondt de hoofdrijbaan van de A1 bij Kreuz Hamburg-Süd uit op de vanuit Veddel komende hoofdrijbaan (TOTSO), die als A255 het centrum van Hamburg via de Neue Elbbrücke verbindt met de A1. Gelijktijdig buigt de maar 1,5 kilometer lange A252 af, het Hamburgse havengebied in. Na het knooppunt verloopt de A1 weer zuidwaarts, kruist de Süderelbe bij Hamburg-Harburg en kruist, al in Nedersaksen gelegen, bij het Maschener Kreuz de A39 richting Lüneburg. Direct daarna volgt de Horster Dreieck waarbij de hoofdrijbaan van de A1 weer wisselt (TOTSO), de doorgaande richting gaat over in de A7 naar Hannover. Vanaf hier loopt de snelweg met 2×2 rijstroken naar het westen, tot de Buchholzer Dreieck, waarbij de A261 een verbinding naar de A7 richting Flensburg biedt, daarna heeft de weg weer 2×3 rijstroken. 

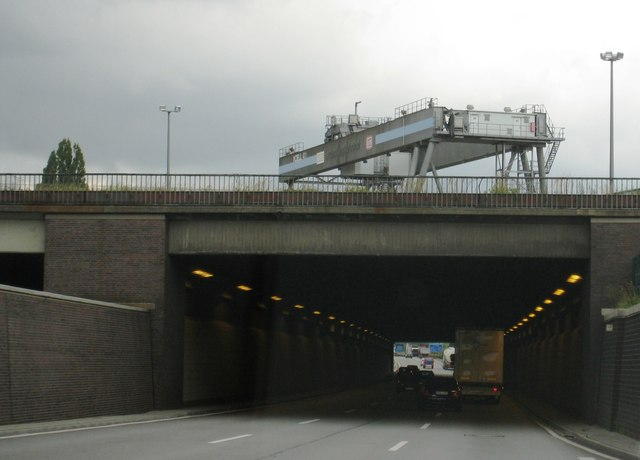
Tunnel Billwerder-Moorfleet onder het overslagstation Hamburg-Billwerder (2009)
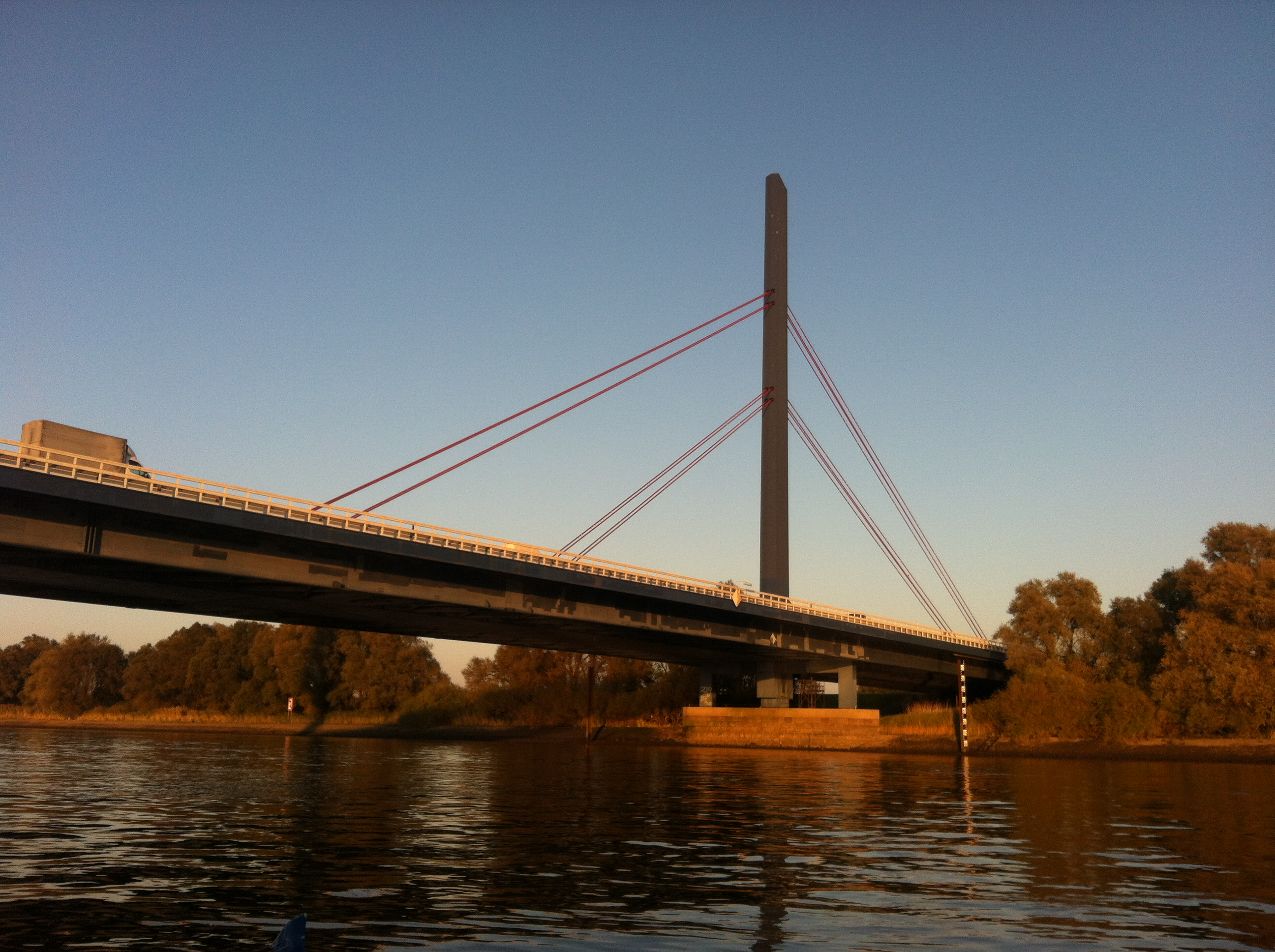
Tuibrug over de Norderelbe (2011)
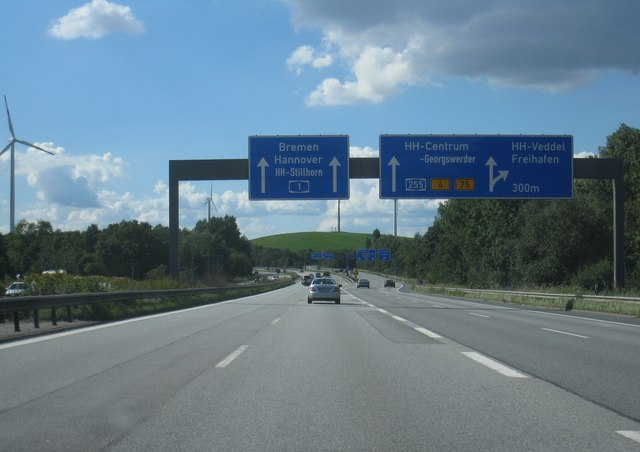
Kreuz Hamburg-Süd gezien vanuit het oosten (2010)

### Nedersaksen en Bremen
Tot Bremen verloopt de route ver weg van grote steden door een grotendeels vlak en dunbevolkt gebied en is doorgaand uitgevoerd met 2×3 rijstroken. Bij het Bremer Kreuz, dat nog in Nedersaksen ligt, wordt de A27 (Cuxhaven - Walsrode) gekruist. De A1 verbindt alleen direct de zuidelijke stadsdelen van Bremen. Slechts enkele kilometers van het traject liggen volledig in het gebied van de Vrije Hanzestad Bremen, waar ook de Wezer wordt overbrugd. Na Bremen, bij de naast Delmenhorst gelegen Dreieck Stuhr, buigt de A28 richting Oldenburg af, wat ook de snelste route is naar Noord-Nederland. 
Tot Dreieck Ahlhorner Heide, waar de A29 uit de Wilhelmshaven uitmondt, heeft de A1 2×2 rijstroken en gaat door het Naturpark Wildeshauser Geest. Daarna gaat het – deels 2×3, deels 2×2 rijstroken – verder zuidwaarts richting Osnabrück. Bij Neuenkirchen-Vörden wordt met de Dammer Bergen de eerste uitloper van het middelgebergte doorkruist. Bij Bramsche volgt dan de kruising van de Wiehengebergte en Osnabrück wordt ten noordwesten gepasseerd. Na de overbrugging van het Stichkanal Osnabrück wordt in totaal drie keer de deelstaatgrens met Noordrijn-Westfalen overschreden, voordat Kreuz Lotte/Osnabrück de A30 (Hengelo - Bad Oeynhausen) gekruist wordt. 

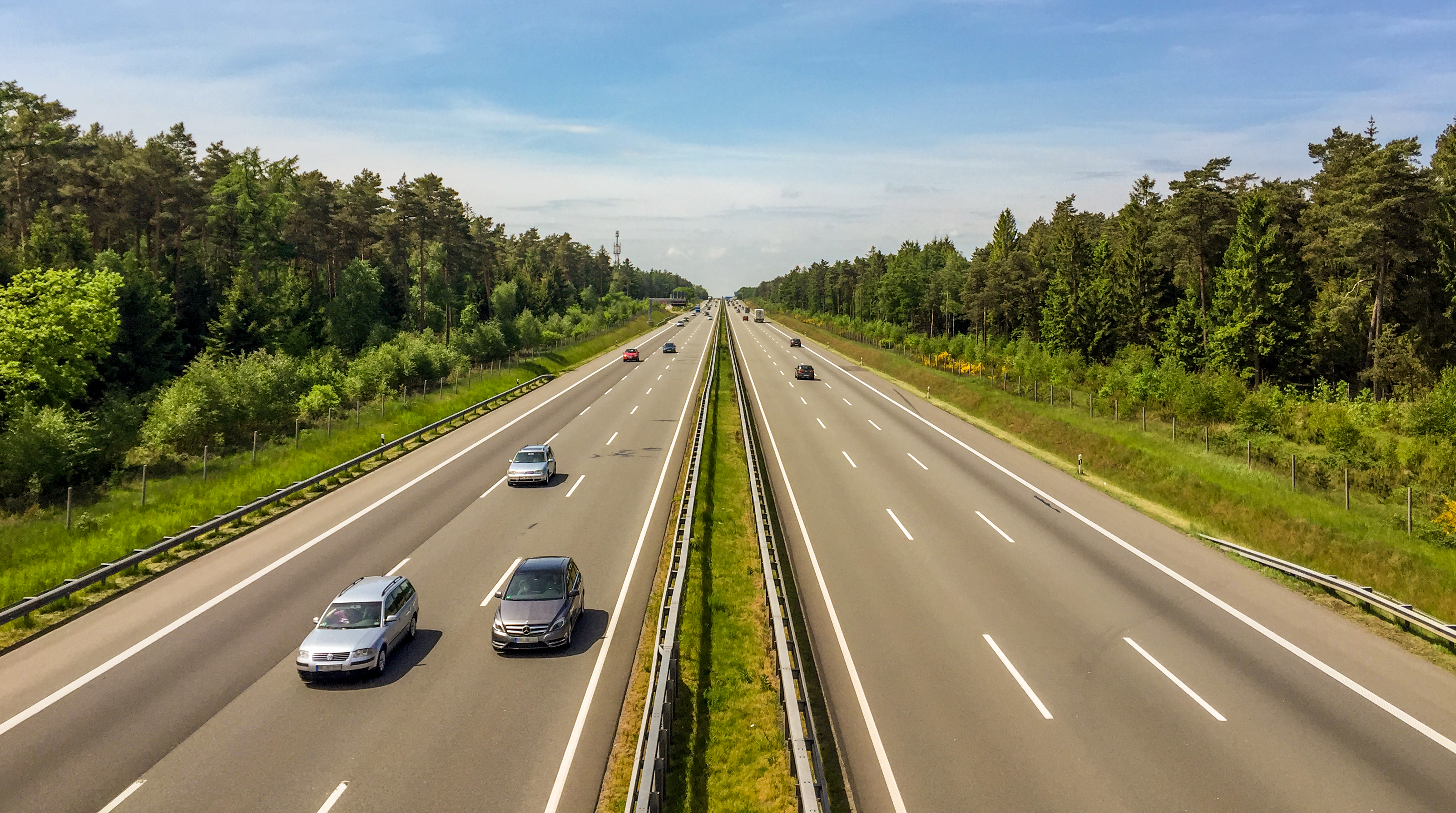
Tracé met 2×3 rijstroken tussen Hamburg en Bremen t.h.v. Ochtmannsbruch (2016)
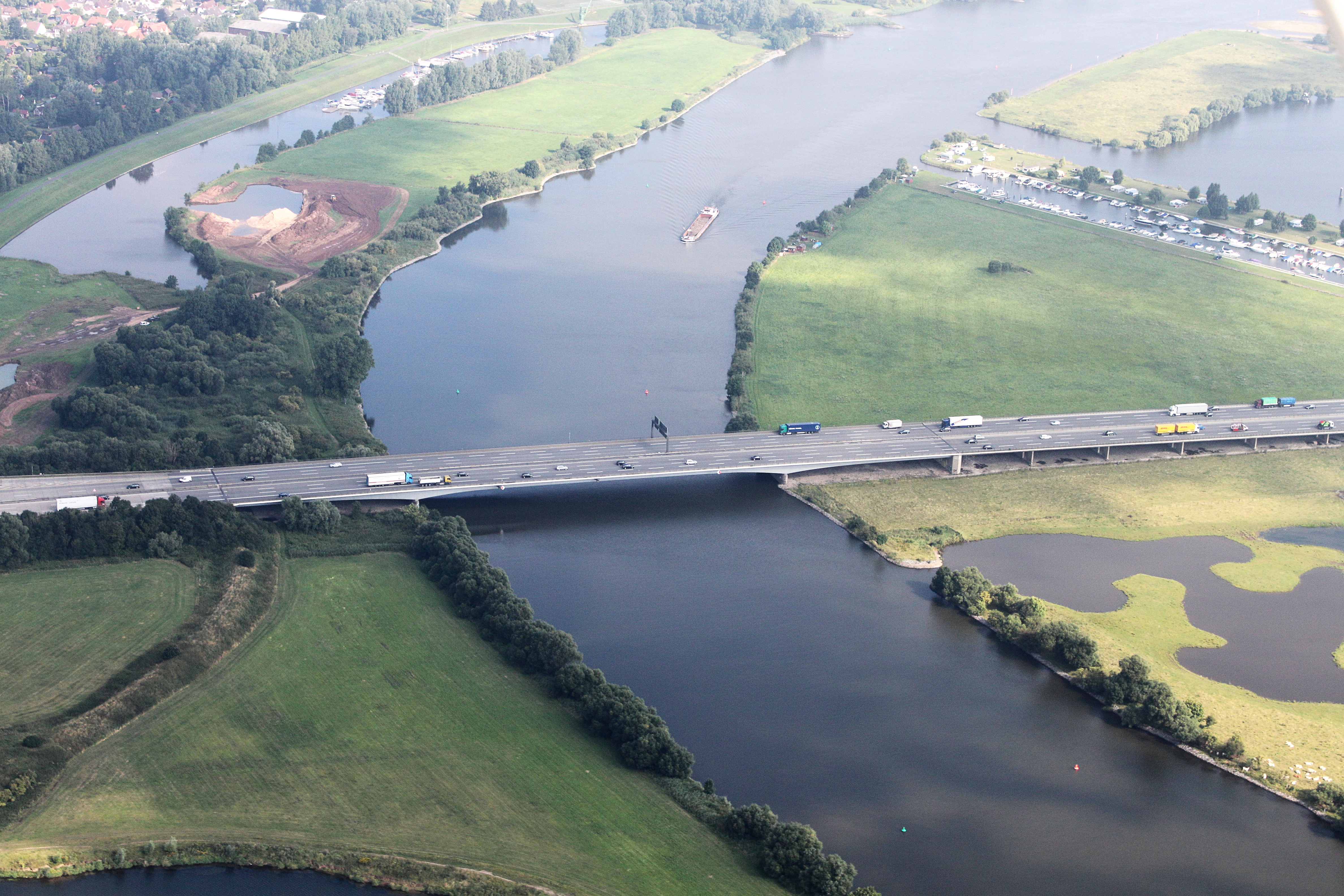
Brug over de Wezer in Bremen (2012)
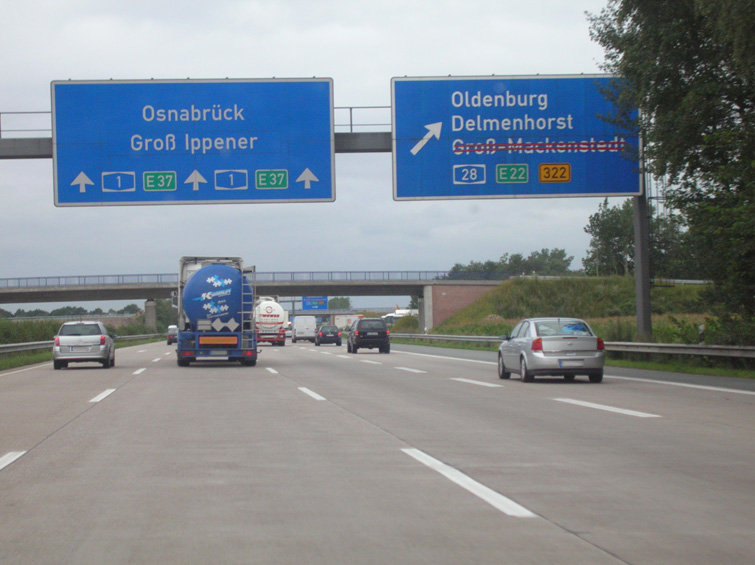
Bij Dreieck Stuhr kort na Bremen (2005)

### Noordrijn-Westfalen
De zuidelijke aansluitende doorkruising van het Teutoburgerwoud in Tecklenburger Land gaat via uitzonderlijke sterke stijgingen en dalingen. Bij Lengerich wordt het landschap weer vlakker en gaat enkele kilometers later in het Münsterland over. De Luchthaven Münster-Osnabrück bevindt zich direct aan de A1 en beschikt sinds 2010 over een eigen aansluiting. Na de 2×3 rijstroken brede randweg om Münster buigt bij Kreuz Münster-Süd de A43 naar het noordelijke Ruhrgebied af. Verder zuidelijk kruist bij Hamm in het Kamener Kreuz de A2 (Oberhausen - Hannover - Berlijn); de A1 heeft nu tot Keulen doorgaand 2×3 rijstroken en kruist enkele kilometers verder bij Kreuz Dortmund/Unna de A44 (Dortmund - Kassel). Na aansluiting van de Dortmundse voorstad Schwerte kruist bij Westhofener Kreuz de A45 naar Frankfurt am Main en de A1 loopt verder langs Hagen. Kort voor Wuppertal wordt bij Kreuz Wuppertal-Nord de A43 en A46 naar Düsseldorf aangebonden. In zuidwestelijke richting gaat het door het heuvelige Bergisches Land langs de steden Wuppertal en Remscheid, waarbij de rijbanen in Blombachtal deels gescheiden lopen. Bij Kreuz Leverkusen wordt de A3 (Arnhem - Frankfurt am Main - Passau) gekruist en wordt de A1 onderdeel van de noordelijke en westelijke ring van Keulen. Na Kreuz Leverkusen-West (A59 naar Düsseldorf) kruist de snelweg de Rijn via een grote tuibrug, langs de Fordfabriek in Keulen-Niehl en kruist bij Kreuz Köln-Nord de A57 (Goch - Krefeld - Keulen). Na richtingsverandering richting het zuiden wordt het Keulse stadsdeel Lövenich in een rond de 1,5 kilometer lange landtunnel doorkruist en bij Kreuz Köln-West met de A4 (Aken - Keulen - Olpe) wordt de ring van Keulen verlaten.
Weer met 2×2 rijstroken begint het gedeelte dat bekend staat als Eifelautobahn. Ten eerste wordt de Ville, een bosrijke heuvelrug ten zuidwesten van Keulen, doorkruist, om vervolgens bij Dreieck Erfttal met de A61 uit de richting Venlo te worden samengevoegd. Tot Kreuz Bliesheim bij Brühl verloopt de A1 met de A61 over een gemeenschappelijke, 2×3 rijstroken uitgebouwde tracé. Na het verlaten van de A61 doorkruist de A1 de laagte in de Jülich-Zülpicher Börde, omvat Euskirchen en stijgt vervolgens naar de Eifel. Bij de aansluiting Blankenheim is het voorlopige einde van het noordelijke deel van de snelweg bereikt. Het sluiten van de onderbreking door de Eifel tot Kelberg bevindt zich in de onderzoeksfase.

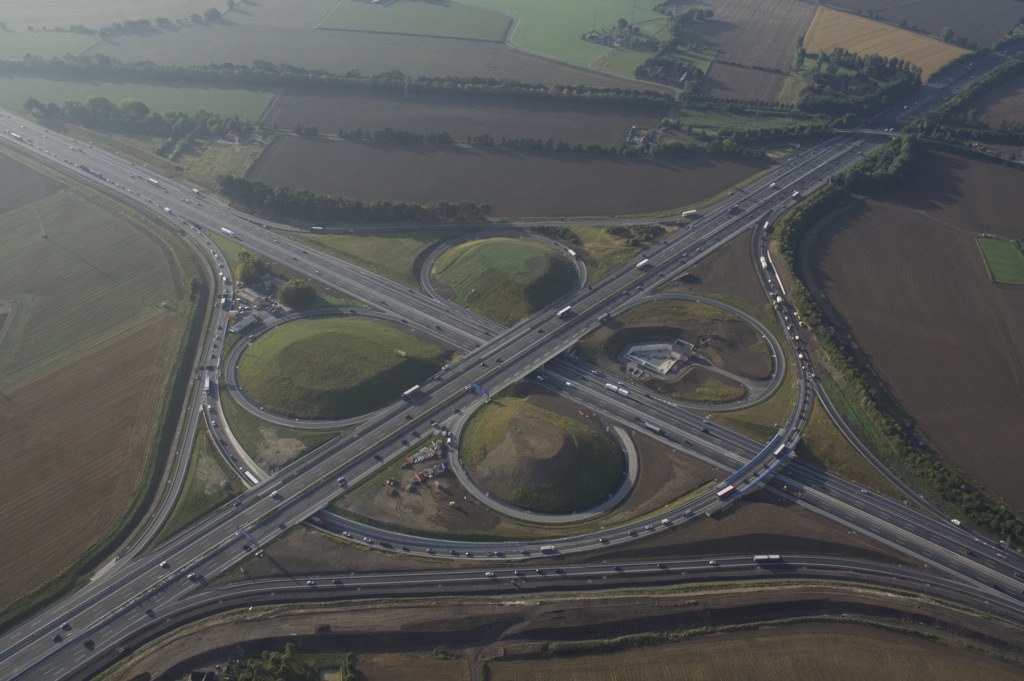
Kamener Kreuz na de ombouw in 2009, kijkend richting het zuidoosten. De A1 loopt vanaf onder links (Hamburg) naar boven rechts (Keulen).
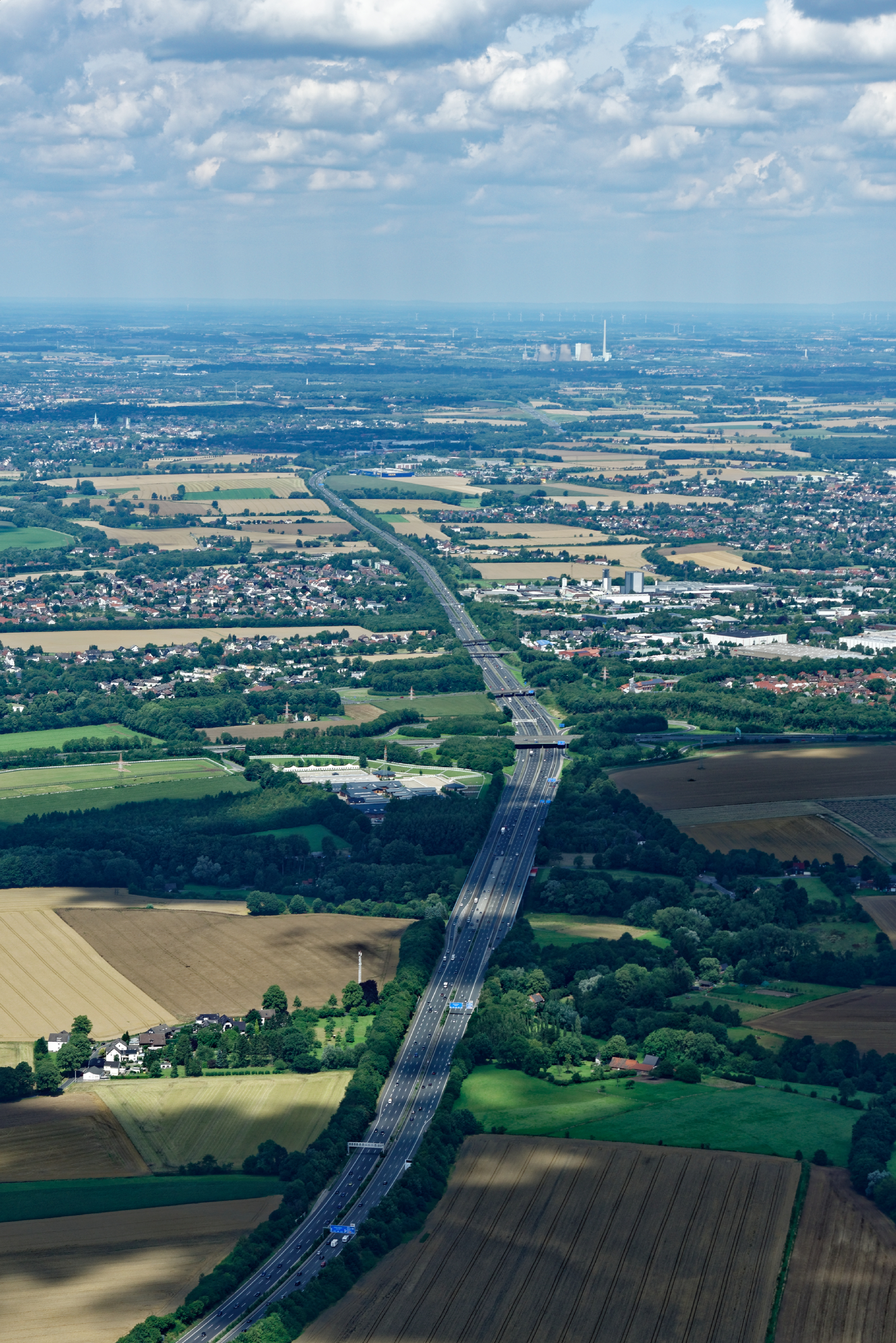
De A1 ten oosten van Dortmund. In het midden bevindt zich Kreuz Dortmund/Unna (2015)
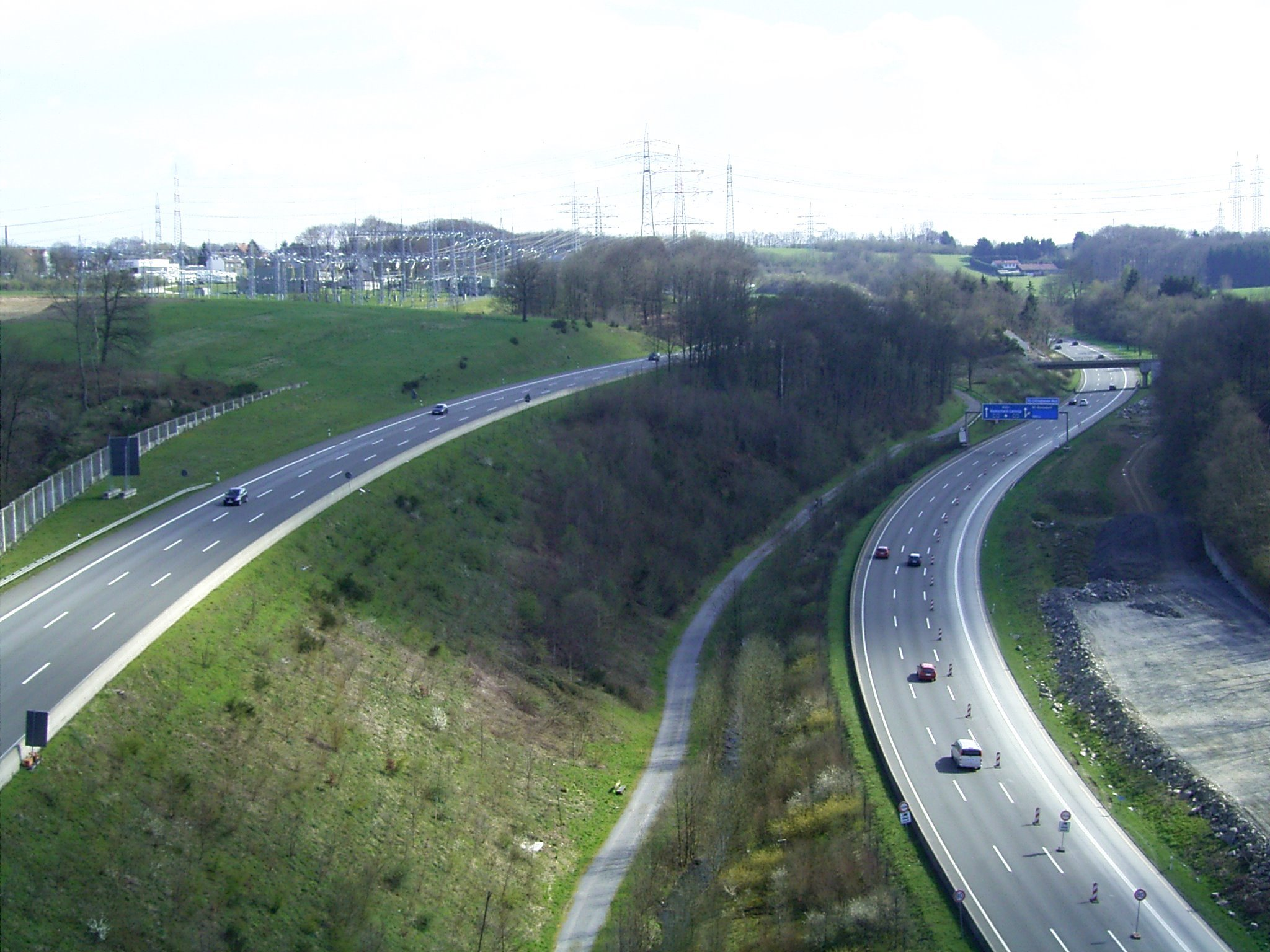
In de Blombachtal bij Wuppertal-Ronsdorf (2008)
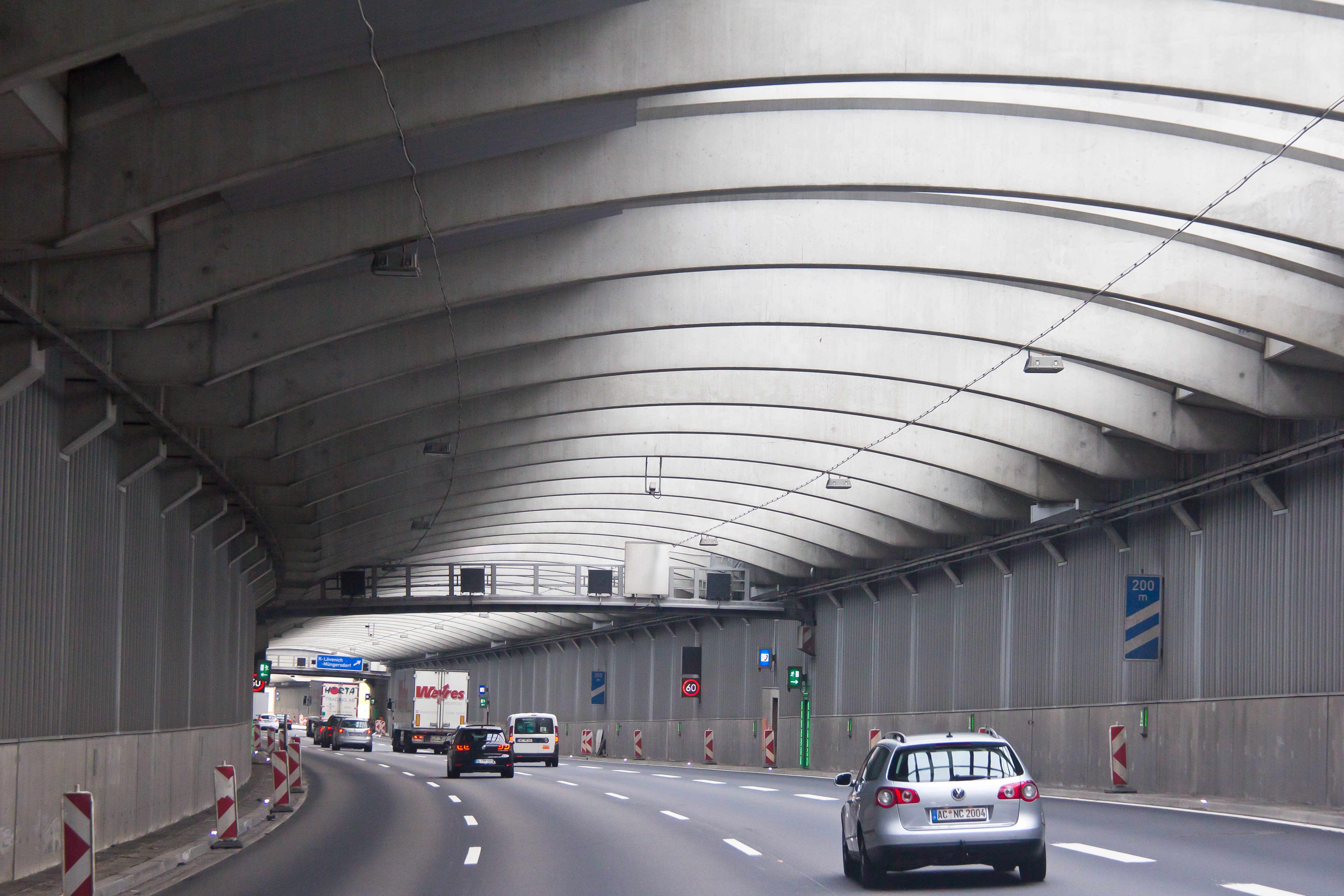
Landtunnel Lövenich met glazen dak (2013)
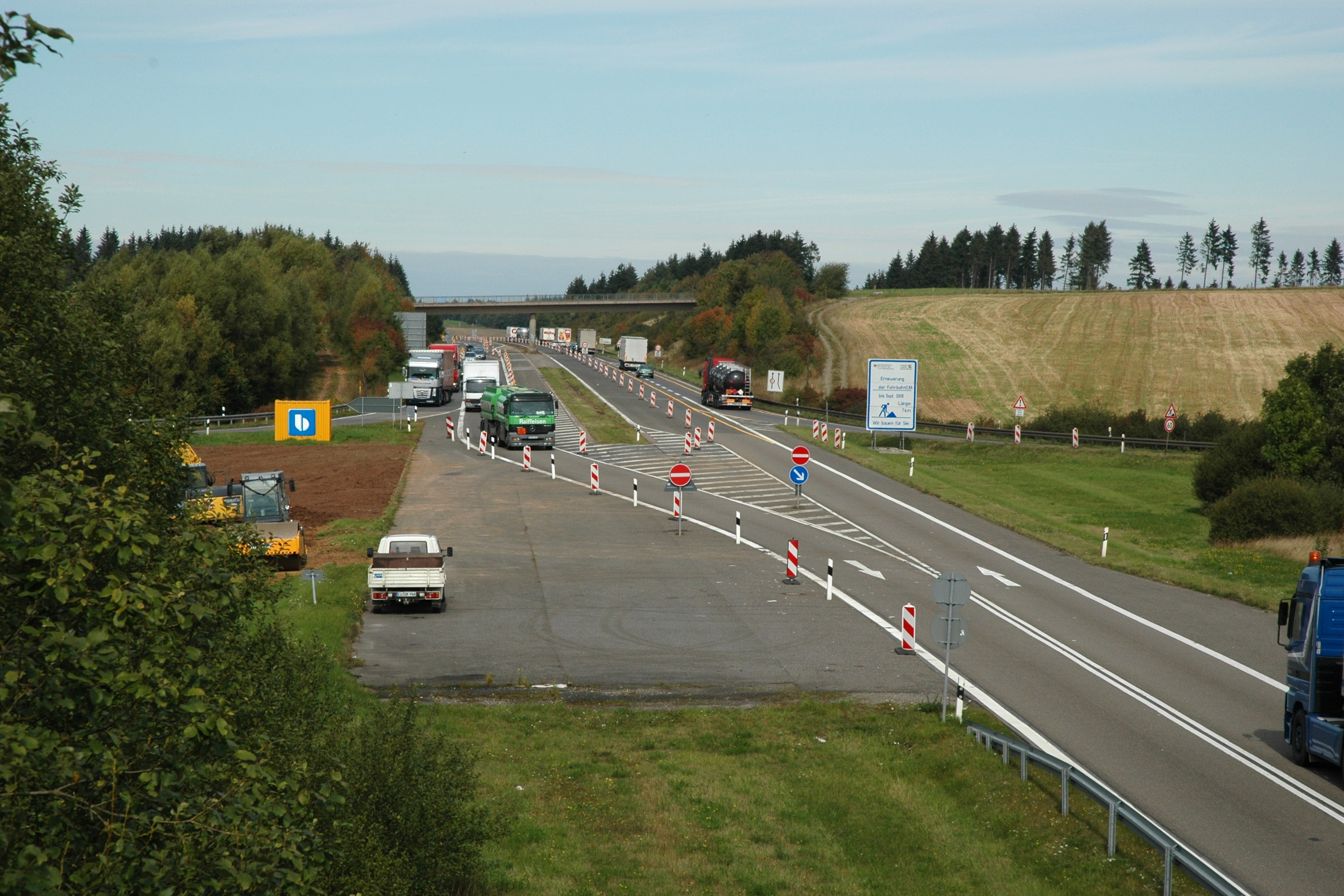
Huidige eindpunt van de A1 bij Blankenheim (2007)

### Rijnland-Palts en Saarland
Voorbij de deelstaatgrens in Rijnland-Palts begint de A1 weer bij aansluiting Kelberg. Enkele kilometers verder, de bij Daun gelegen Dreieck Vulkaneifel, begint de A48 naar Koblenz. Bij Wittlich verlaat de snelweg de Eifel en verbindt de A60 richting België (Luik). De als 2×2 rijstroken Bundesstraße 50 (B50) uitgebouwde autoweg richting het Rijn-Maingebied (Hochmoselübergang met de Hochmoselbrücke) is sinds eind 2019 voltooid. Bij Schweich wordt de Moezel overbrugd en de A602 naar Trier, die ook een verbinding met de A64 naar Luxemburg mogelijk maakt, buigt hier af. Aansluitend stijgt de snelweg uit de Moezeldal en doorkruist de heuvels van de Hunsrück. Voor de grens met Saarland, bij Dreieck Nonnweiler, moet men de hoofdrijbaan verlaten (TOTSO) om op de A1 te blijven, omdat de doorgaande relatie de A62 richting Pirmasens is.
Het laatste trajectdeel van de A1 tot Saarbrücken kenmerkt zich door vele bochten, waarbij de Saar-Nahe-Bergland doorsneden wordt. Bij Illingen kruist de A8 (Luxemburg - Pirmasens) bij Kreuz Saarbrücken, de A8 doorsnijdt het Saarkohlenwald en eindigt bij de aansluiting Saarbrücken-Burbach (150) in het stadsdeel Malstatt van Saarbrücken. De aansluitende B268 gaat verder tot in het centrum van de Saarlandse hoofdstad. 

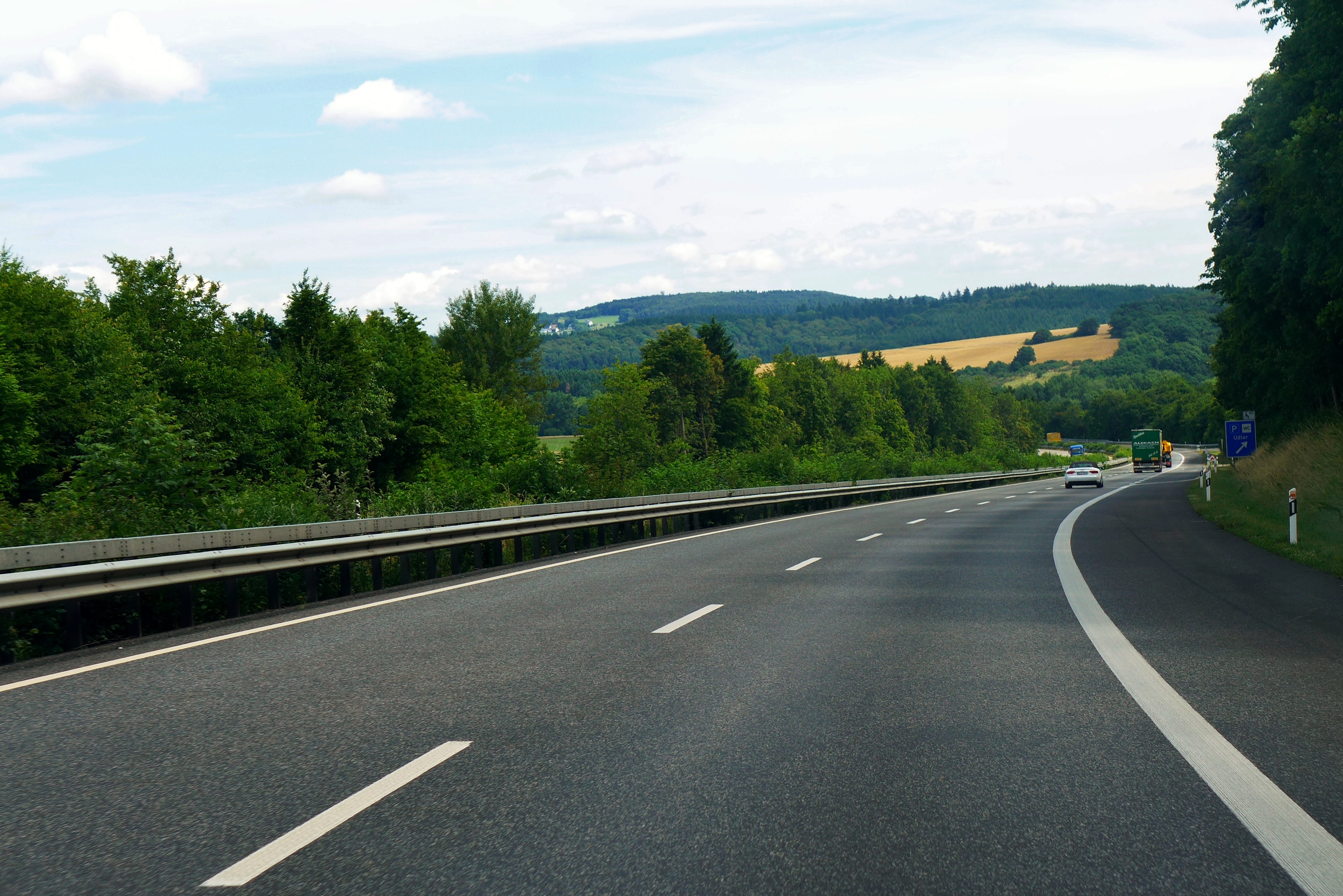
In de Eifel noordelijk van Wittlich (2014)
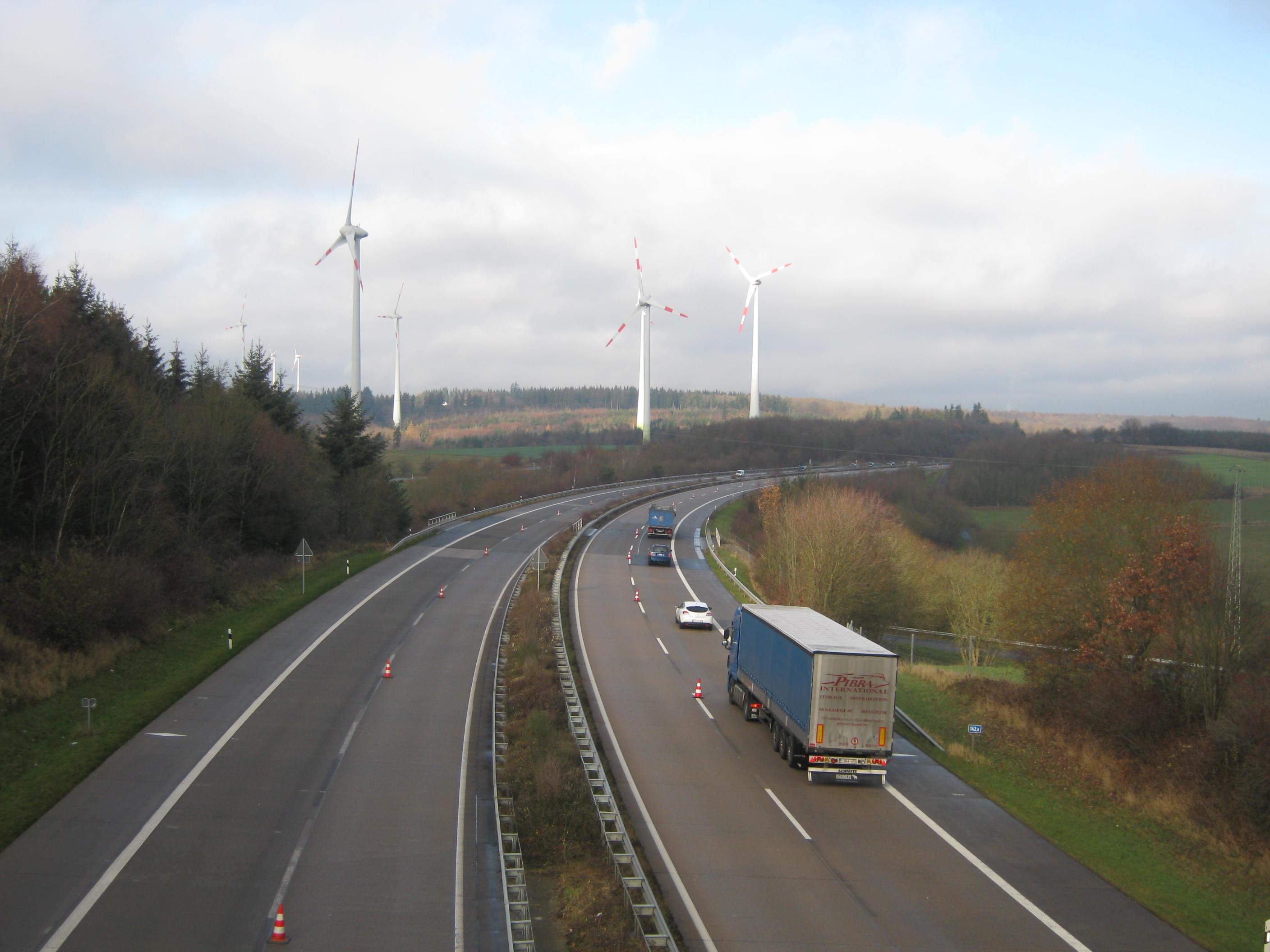
Oostelijk van Trier (2011)
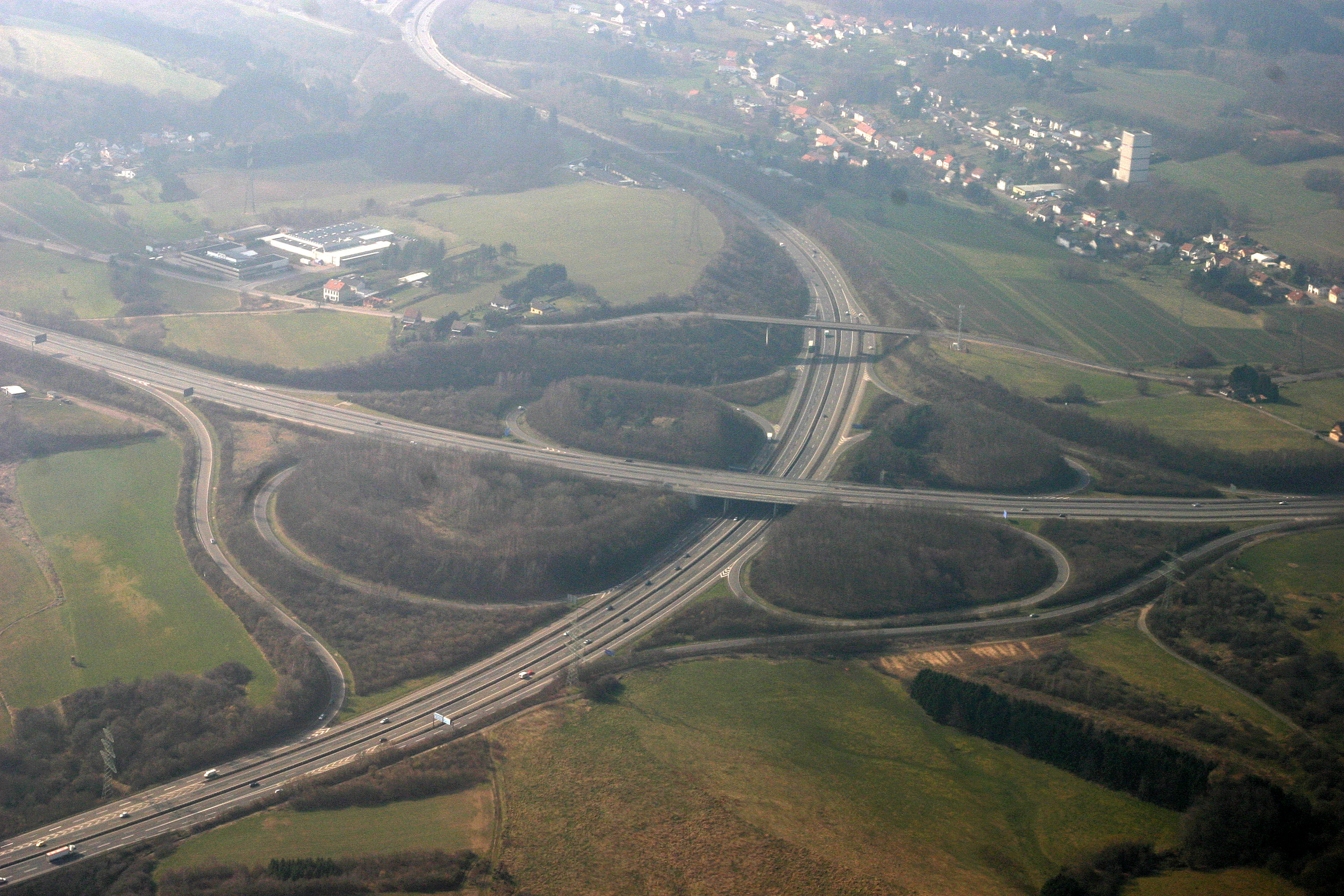
Kreuz Saarbrücken. De A1 loopt van links (Saarbrücken) naar rechts (Trier) (2014)

## Geschiedenis

### Voor en tijdens de Tweede Wereldoorlog

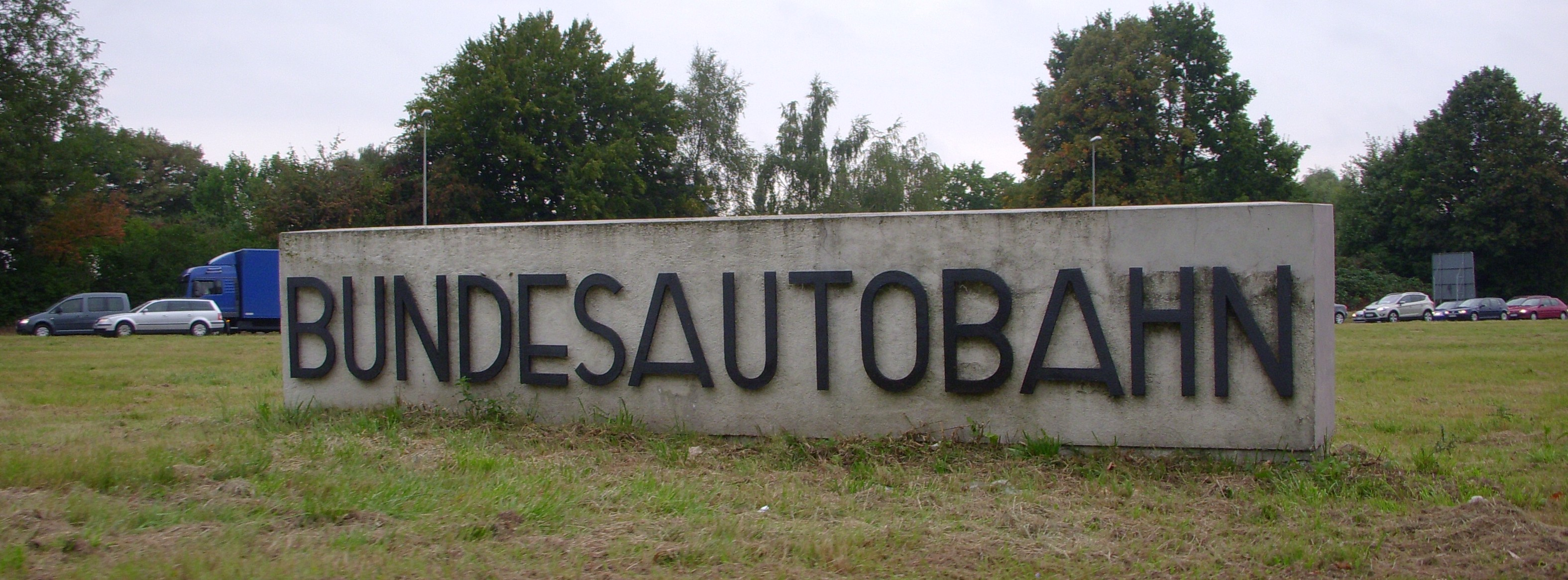
Lübecker Autobahn in Hamburg-Horn, oorspronkelijk luidde de tekst: "REICHSAUTOBAHN" (2009)

Al eind jaren 20 begon onder de Centrumregering van de Weimarrepubliek het maken van plannen voor meerstroken, verkeerslicht- en kruisingsvrije snelwegen. In de tijd van het nationaalsocialisme werden deze plannen verder uitgewerkt en op grote schaal toegepast, hierbij horen ook het begin van de A1 en de A2.
De eerste schop voor de werkzaamheden voor het trajectdeel tussen Hamburg en Bremen werd op 21 maart 1934 bij Oyten voltrokken. Na maar 2 jaar kon op 25 juli 1936 het 71 kilometer lange trajectdeel tussen de aansluitingen Dibbersen en Oyten tijdens een propagandaevenement voor het verkeer vrijgegeven. De bouw van dit traject vond plaats zonder het gebruik van zwaar materieel, in plaats daarvan moesten veel werklozen gedwongen werken. In 1937 werd het trajectdeel tussen aansluiting Oyten en Bremer Kreuz evenals het aansluitende deel van de huidige A27 tot Bregen-Burglesum geopend. Hamburg (respectievelijk tot het voormalige Harburg-Wilhelmsburg) werd vanaf het zuiden in 1939 door de bouw van een snelwegbrug over de Süderelbe aangesloten.
Op 13 mei 1937 werd de snelweg vanaf Hamburg-Ost naar Lübeck voor het verkeer vrijgegeven. De weg begon bij Horner Kreisel in Hamburg-Horn (tegenwoordig het westelijke eindpunt van de A24) en liep tot de aansluiting Lübeck-Zentrum. Een jaar later, op 1 mei 1938, werd de verlenging tot Lübeck-Siems vrijgegeven (tegenwoordig A226). Na de bezetting van Denemarken in de Tweede Wereldoorlog werd een brugverbinding over de Fehmarnsund (Vogelfluglinie) evenals een verlenging van de Reichsautobahn tot Kopenhagen gepland. Met aarde- en brugbouwwerkzaamheden op het eiland Lolland tot Guldborgsund werd eind september 1941 begonnen. Dit trajectdeel is tegenwoordig als E47 in gebruik.
Noordoostelijk van Dortmund ligt het Kamener Kreuz, het tweede Duitse klaverbladknooppunt, dat in de loop van de jaren 30 samen met de A2 werd gebouwd. Het eerste klaverbladknooppunt in Duitsland was het in 1936 vrijgegeven Schkeuditzer Kreuz (A9/A14) bij Leipzig. Volledig berijdbaar was het pas na de Tweede Wereldoorlog, omdat de reeds begonnen grondwerkzaamheden van de A1 bij het knooppunt door de oorlog werden uitgesteld.
Tot 1939 was de eerste 25 kilometer vanaf Kreuz Leverkusen richting het noordoosten tot aansluiting Wermelskirchen/Schloss Burg onder verkeer. De bouw van het traject tot Remscheid met meerdere kunstwerken moest wegens de oorlog van 1942 tot 1951 onderbroken worden.
Ook in de Eifel werd al voor de Tweede Wereldoorlog begonnen met de bouw van de snelweg. Voor het staken van de werkzaamheden door de oorlog werd alleen een kort trajectdeel bij Hasborn met maar één rijbaan opengesteld. 
De al geplande bouw van het traject tussen Bremen en Osnabrück in 1939 kon door de uitgebroken oorlog niet meer plaatsvinden. De bouw kwam pas in de jaren 50 en 60 gereed.

### De vroegere snelwegen bij Lübeck
Hoe de snelweg ten noorden van de aansluiting Lübeck-Zentrum tegenwoordig loopt, bestaat wezenlijk pas sinds 1975 toen de A1 richting Neustadt/Holstein werd verlengd. Toen werden de snelwegen hier volledig vernieuwd: de 2×2 rijstroken brede snelweg vanuit Hamburg ging toen niet verder dan aansluiting Lübeck-Zentrum. Hierbij kruiste de snelweg de Stockelsdorfer Straße onderlangs. Tegenwoordig loopt de snelweg bovenlangs en buigt hier af, deze aanpassing volgde in 1983. Noordelijk van de aansluiting Lübeck (onder deze naam werd de aansluiting in 1937 geopend, later heette het Lübeck-Mitte) verminderde de weg naar een drie rijstroken brede weg van in totaal 17 meter breed (met zijbermen). Een rijrichtingsscheiding was er niet. De middelste rijstrook was in gebruik als inhaalstrook voor beide richtingen.
Het oude tracé lag in het huidige 2×3 rijstroken brede tracé. Ongeveer 500 meter zuidelijk van Dreieck Bad Schwartau (ongeveer waar de rechter rijstrook overgaat in de uitvoegstrook) boog de oude 3 rijstroken tracé naar het oosten af en verliep ongeveer 130 meter parallel aan het huidige tracé. Een ongeveer 160 meter lange trajectdeel van dit oorspronkelijke traject is nu als een bosperceel dicht bij de Elisabethstraße in Bad Schwartau tegenwoordig nog behouden.
Op de locatie waar tegenwoordig de snelweg richting Fehmarn en Lübeck-Siems (A226) splitsen, bevond zich vroeger een omgekeerd trompetknooppunt, dat - in tegenstelling tot tegenwoordig - elke richting mogelijk maakte. Dit knooppunt werd in de jaren 50 Eutiner Abzweig genoemd. Het doorlopende tracé verliep naar het noorden richting Ratekau op het traject van de huidige L181 tussen L309 en de aansluiting Sereetz van de A1. Ook dit trajectdeel had drie rijstroken waarbij de middelste de inhaalstrook was. Na ongeveer 1500 meter eindigde de snelwegen op een t-splitsing zuidelijk van Ratekau, waarbij de weg overging in de Landstraße (huidige L309, toen nog B207) en hier zijn einde had. Deze overgang had als aansluiting officieel de naam Eutin, wat geen geografische maar een richtingsbestemming was.
Toen de A1 begin jaren 70 richting Neustadt verlengd werd, werd het snelwegpootje naar Ratekau van het netwerk afgesneden en tot provinciale weg afgewaardeerd. Nog tot ongeveer 1990 had dit trajectdeel nog zijn originele snelweginrichting. Hierna werd de weg volledig omgebouwd.
Opvallend is de overbrugging van de Schwartauer Straße, de brug is nog origineel en daardoor is de snelwegbrug breder dan tegenwoordig noodzakelijk. Ook op het zijtraject naar Lübeck-Siems, tegenwoordig de A226, had buiten zijn begin- en eindpunt niets meer gemeenschappelijk met zijn originele Reichsautobahn. De uitvoering was in de jaren 30 in geen geval als provisorisch gedacht, maar men verwachten dat hier een volledige uitbouw niet noodzakelijk is omdat de verkeersvraag, ook in de toekomst, op dit afgelegen traject niet noodzakelijk was.

### 1945 tot 1970
In 1963 werden de snelwegtrajecten Hamburg - Bremen en Hamburg - Lübeck door een circa 13 kilometer lange zuidoostelijke randweg langs Hamburg met elkaar verbonden. Kernstuk is hierbij de Norderelbbrücke Moorfleet, die als tuibrug uitgevoegd is.
De al in het snelweggrondnetwerk van 1933 voorzien en voor de oorlog geplande verlenging tussen Bremen en het Ruhrgebied (Hansalinie) kon niet meer uitgevoerd worden. In dit gebied werden de planningen voor het eerst eind jaren 50 weer opgepakt. De lijnvoering van de nieuwe snelweg is in 1958 voor het traject Bremer Kreuz - Delmenhorst vastgelegd, in 1959 voor het traject Kamen - Lotte en uitsluitend in 1962 voor het daartussen gelegen traject Delmenhorst - Lotte. De totale lengte van dit traject bedraagt 214 kilometer. De tracering werd hierbij door zowel de bereikbaarheid van de Noord-Duitse zeehavens Lübeck, Bremen en Hamburg vanuit het Ruhrgebied uit als ook door de mogelijke verbinding met de enigszins verder gelegen economische gebieden Oldenburg en Oost-Friesland met de zeehavens Brake, Wilhelmshaven en Emden beïnvloed. Met besloot voor een tracering naar Bremen in zuidoostelijke richting en vanaf hier richting het zuiden. Het doorkruisen van het Wildeshauser Geest volgde met het in acht nemen van tientallen voorhanden culturele monumenten. De gebergtes Dammer Berge en Wiehengebergte moest via topografische gunstig terrein verlopen. Soortgelijk moest ook bij de doorkruising van de Teutoburgerwoud zuidelijk van Osnabrück rekening gehouden worden, de snelweg klimt hier over een relatief kort traject ongeveer 100 meter.
In de omgeving van Münster werd eveneens van de vooroorlogse plannen afgeweken. Zagen de plannen van 1933 nog voor Münster oostelijk te passeren, men besloot uiteindelijk voor een westelijke passage van de stad. Hiermee konden de stervormige stadinwaarts lopende Bundesstraße B219, B54 en B51 allemaal aan de snelweg worden aangesloten. Terwijl de plannen van 1933 een snelweg uit de regio Gladbeck de latere A1 noordelijk van Münster kruizen zou, werd deze snelwegverbinding in de jaren 70 en 80 als A43 gerealiseerd en zuidwestelijk van Münster aan de A1 aangesloten.
Het trajectdeel zuidelijk van Münster tot de aansluiting aan de Kamener Kreuz is in de omgeving van de kruising van de Lippe en Datteln-Hammkanaal een verhoging van de rijbaan om mogelijke verzakkingen op te vangen, die in de tijd van de mijnbouw in het Ruhrgebied steeds weer optraden. De mijn Zeche Werne bevond zich direct bij de snelweg gelegen dorp Stockum (gemeente Werne). 
Het trajectdeel Bremer Kreuz - Bremen/Brinkum werd in 1963 voor het verkeer vrijgegeven, een jaar later, 1964, volgde de verlenging tot Delmenhorst. In 1965 werd een trajectdeel bij Wildeshausen en het tracé van Münster tot Kamener Kreuz opengesteld. In 1966 was de snelweg na vrijgave twee verdere trajectdelen westelijk en oostelijk van Wildeshausen van Bremen tot Cloppenburg volledig te berijden, en in 1967 tot Holdorf. De complete opening tot Münster werd in 1968 voltrokken.
Het trajectdeel tussen Kamener Kreuz en Kreuz Dortmund/Unna werd al in 1957 geopend. De al voor de oorlog begonnen bouw van het trajectdeel Wermelskirchen - Remscheid door het Bergisches Land werd vanaf 1951 aan verder gebouwd en kon op 15 juli 1953 in gebruik worden genomen. In 1956 werd Hagen bereikt, in 1961 kon aansluitend de onderbreking van de snelweg tussen Dortmund/Unna en Hagen gesloten worden. Dit trajectdeel wordt ook wel Ruhrtangente genoemd.
Het noordelijke deel van de ring van Keulen werd als 17,8 kilometer lange Nördliche Umgehung Köln vanaf de jaren 60 gepland, om het Heumarer Dreieck en het Rodenkirchener Brücke te ontlasten en de snelwegring van Keulen te voltooien. Ook hier bestond al in de jaren 30 plannen voor een gesloten snelwegring om Keulen. Deze plannen werden ook voor de ringsluiting in de jaren 60 grotendeels overgenomen. Het tracébesluit in 1961 werd in drie delen genomen (linker Rijnoever, rechter Rijnoever en Rijnbrug). De 1061 meter lange Rheinbrücke Leverkusen evenals beide brugtracés door Leverkusen werd daarbij met brede vluchtstroken uitgerust, om een latere verbreding naar zes rijstroken mogelijk te maken. Een bijzonderheid in het Duitse snelwegnetwerk is dat de snelweg tussen Kreuz Leverkussen en aansluiting Köln-Niehl, net als de A3, straatverlichting in de vorm van lijnverlichting met daarbij enkele losse lichtmasten is toegepast. In 1965 was de A1 hier volledig te berijden, in 1968 met het gereedkomen van het trajectdeel Holdorf - Münster compleet tussen Lübeck en Keulen-West. 
De realisering van de voor de oorlog geplande trajecten tussen Daun en Saarbrücken werden in de jaren 60 weer overgenomen, hoewel als B408 met maar één rijbaan. Deze zou vanaf Dreieck Dernbach tot naar Landstuhl lopen. Het deel tussen Kaisersesch en Wittlich werd in 1965 met een enkele rijbaan geopend. Door de Franse munitieopslag bij Hasborn was het hier onderbroken en na vrijgaven van de Franse bestuurders op 1 juli 1968 vrijgegeven. Nadat in 1967 dit traject tot snelweg werd omgebouwd, ontbrak bij de volledige uitbouw nog de tweede rijbaan, deze kwam in 1970 gereed.

### 1970 tot 2000
In het jaar 1974 werd een nieuw nummeringssysteem voor de snelwegen in Duitsland ingevoegd, de voorheen als A11 geplande en intern genoemde traject van Puttgarden tot Leverkusen werd samen met de geplande verlenging richting Saarbrücken onder de A1 gebracht.
Sinds de zeventiger jaren werd de snelweg vanaf Lübeck stuk voor stuk richting het noorden verlengd. Ten noorden van Lübeck ontstond Dreieck Bad Schwartau in vorm van een splitsing, waarbij de voormalige doorgaande verbinding van Hamburg naar Lübeck-Siems een zijtak werd onder het nummer A226. In 1975 werd het trajectdeel van Bad Schwartau tot Neustadt in Holstein geopend, in 1979 bereikte de weg Lensahn en in 1980 reikte de A1 tot Oldenburg in Holstein-Süd.
Ook werd in de jaren 70 de A1 in de Eifel verder verlengd. In 1971 werd het korte stuk vanaf Kreuz Köln-West tot aansluiting Frechen geopend, een laar later in 1972 werd Kreuz Bliesheim bereikt, waarop aansluiting was op de snelweg A14 die onderdeel was van de geplande verbinding vanaf de Nederlandse grens bij Goch tot aan de Franse grens bij Lauterbourg. In 1977 werd het gedeelte tot Wißkirchen geopend, in 1981 tot Mechernich en in 1982 tot het huidige einde bij Blankenheim.
Zuidelijk van Wittlich werd de snelweg in 1974 tussen de aansluiting Salmtal en Dreieck Moseltal geopend, in 1975 werd de onderbreking tussen Wittlich en Salmtal gesloten waarmee men vanaf Koblenz tot Trier volledig over een snelweg kon rijden. Na de invoering van het nieuwe nummeringssysteem werd dit snelwegtraject als A48 genummerd en zou oorspronkelijk van Luxemburg via Trier, Daun, Koblenz, Wetzlar en Gießen richting het Hattenbacher Dreieck lopen. In overeenstemming met de al bestaande trajecten werden deze delen al met dit nummer voorzien. Tussen Daun en Trier werd een dubbelnummering A1/A48 voorzien, omdat in die tijd bij Daun een knooppunt voor het aansluitende traject richting Keulen gepland was en deels al de aardebanen voor de fly-overs waren aangelegd. De opgetrokken grondwerken lagen toen ongeveer 15 jaar overwoekerd en ongebruikt braak. In 1997 werd het knooppunt zelf en enkele kilometers A1 tot aansluiting Daun opengesteld, maar aan een verdere verlenging werd niet begonnen.
Het vervolg van Trier naar Saarbrücken werd in de jaren 70 en de vroege jaren 80 aangepakt. Als eerste ontstond in de jaren 70 de volledige uitbreiding van de in 1960 en 1964 als B268 respectievelijk B327 gebouwde wegen met enkele rijbaan en de in 1969 als A171 omgebouwde trajecten Saarbrücken - Riegelsberg en Illingen - Eppelborn. Oorspronkelijk zou deze weg verder tot Hermeskeil lopen en hier de B408 Koblenz - Trier - Landstuhl treffen. In de plannen uit de jaren 30 was een tangent door Saarland überhaupt niet voorzien, het gerealiseerde plan met Dreieck Nonnweiler wijkt daardoor aanzienlijk af van de vooroorlogse plannen.
Het traject Riegelsberg - Saarbrücken werd al in 1960 als Bundesstraße met 2×2 rijstroken verbreed, maar beschikte oorspronkelijk niet over een rijbaanscheiding waardoor ongevallen door een nat wegdek bij dit bochtige traject ernstig afliepen. Een geleiderail werd achteraf geïnstalleerd bij groot onderhoud van het traject. Dit verklaart het ongewoonlijk smalle profiel van de snelweg hier, die daardoor ook niet over de standaard markering beschikt.
Nadat in de jaren 70 de A1 tussen Saarbrücken en Reinsfeld stap voor stap werd opengesteld, ontbrak nog het gedeelte tussen Reinsfeld en Dreieck Moseltal. Dit 20 kilometer lange traject met twee grote kunstwerken (Fellbach- en Molesbachtalbrücke) werd in 1983 geopend, waarmee de A1 tussen Daun en Saarbrücken volledig te berijden is.
In kader van de herindeling van het Duitse snelwegennet in 1992 verviel de dubbelnummering tussen Dreieck Vulkaneifel en Trier. Omdat het traject Dernbach - Wetzlar van de A48 niet meer gerealiseerd zou worden, werd het nummer tot het traject Dreieck Vulkaneifel - Dreieck Dernbach ingekort. Het al gebouwde traject noordwestelijk van Trier en de Luxemburgse grens kreeg het nummer A64, eveneens de al gebouwde trajecten in Hessen kregen nieuwe nummers (A480 en A5). Op enkele oude wegwijzers is de dubbelnummering nog terug te vinden, al dan niet afgeplakt. 

### Sinds 2000
Begin jaren 2000 werden zowel de verlenging van Oldenburg in Holstein naar het noorden als ook het sluiten van de onderbreking in de Eifel tussen Blankenheim en Daun gepland en deels ook gerealiseerd. Op 20 december 2002 werd het trajectdeel vanaf het vroegere snelwegeinde zuidelijk van Oldenburg in Holstein naar het noorden van Oldenburg in Holstein door het aanbouwen van een tweede rijbaan vrijgegeven. Door de bouw van de tweede rijbaan werd de toenmalige B207 op 21 augustus 2005 tot Gremersdorf naar snelweg omgezet. Sinds 25 augustus 2008 eindigde de A1 bij aansluiting Heiligenhafen-Mitte. Het 3,5 kilometer lange trajectdeel van Heiligenhafen-Mitte en Heiligenhafen-Ost werd op 6 juli 2012 voor het verkeer vrijgegeven.
De sluiting van het gat in de Eifel werd aan Rijnland-Paltse zijde verder verkleind. In 2005 werd de snelweg vanaf Daun 2,5 kilometer naar het noorden tot een provisorische aansluiting bij Rengen verlengd. Deze verdween in oktober 2010 toen de A1 3,5 kilometer verder tot de aansluiting Gerolstein verlengd werd. De huidige laatste verlenging was op 31 mei 2012, toen de 2,5 kilometer verlenging van de snelweg tot aansluiting Kelberg vrijgegeven werd. De complete sluiting wordt door langdurige procedures wegens milieurichtlijnen op korte termijn niet voorzien.
Er ontstonden diverse nieuwe aansluitingen: bij de verbreding naar 2×3 rijstroken tussen Hamburg en Bremen werd de nieuwe aansluiting Elsdorf gebouwd. Eind 2010 werd de aansluiting Flughafen Münster/Osnabrück (75) vrijgegeven. Gelijktijdig bij de bouw werd de snelweg rond de nieuwe aansluiting al geschikt gemaakt voor 2×3 rijstroken. Een verdere nieuwe aansluiting ontstond zuidelijk van het Kreuz Münster-Süd bij de uitbouw naar 2×3 rijstroken in 2014. Het draagt de naam Münster-Hiltrup (79a).

## Rijstrookindeling
De A1 heeft grotendeels 2×2 rijstroken. Meerdere trajectdelen hebben ook 2×3 rijstroken. 
Vanaf Dreieck Bad Schwartau via Kreuz Lübeck tot Maschener Kreuz heeft de snelweg 2×3 rijstroken. Alleen bij Kreuz Hamburg-Ost en Kreuz Hamburg-Süd is over een kort traject 2 rijstroken per richting beschikbaar. Tussen Buchholzer Dreieck en Bremer Kreuz is sinds oktober 2012 drie rijstroken per richting beschikbaar. Vanaf Breber Kreuz tot Dreieck Stuhr is de A1 eveneens voorzien van 2×3 rijstroken.
In verder verloop tot Dreieck Ahlhorner Heide heeft de weg weer 2×2 rijstroken, verder naar Osnabrück is het verbreden naar 2×3 rijstroken volledig afgesloten. Voor de trajectdelen Dreieck Ahlhorner Heide tot aansluiting Cloppenburg en aansluiting Cloppenburg tot aansluiting Vechta werd het tracébesluit in november 1999 vastgelegd en was sinds februari 2005 onherroepelijk. Doordat de vluchtstroken vrij breed waren, werden deze bij de hoofdrijbaan toegevoegd. De aanbouw van een nieuwe vluchtstrook volgde in de richting van Osnabrück tot 2009 en 2010, en in de richting van Bremen tot 7 december 2012.
Voor het trajectdeel aansluiting Vechta tot aansluiting Lohne/Dinklage volgde de verbreding in de richting van Bremen in 2008 en richting Osnabrück in 2009.
Voor het trajectdeel aansluiting Lohne/Dinklage tot aansluiting Neuenkirchen-Vörden werd op 31 oktober 2011 de procedures gestart, het tracébesluit werd op 30 maart 2015 vastgelegd en is sinds 19 november 2015 onherroepelijk, omdat alle beroepen zijn teruggetrokken. Voor het traject Neuenkirchen-Vörden tot aansluiting Bramsche verloopt de procedure tot verbreding sinds 29 april 2013.
Het traject Bramsche tot Osnabrück-Nord werd op 29 oktober 2010 met 2×3 rijstroken voor het verkeer vrijgegeven, het trajectdeel tussen aansluiting Osnabrück-Nord en Kreuz Lotte/Osnabrück in de zomer van 2007. Door de slechte staat van een brug werd in 2011 tussen aansluiting Osnabrück-Hafen en Kreuz Lotte/Osnabrück één rijstrook per richting voor langere tijd afgesloten.
Tussen Osnabrück en Dortmund heeft de snelweg weer 2×2 rijstroken. Alleen een kort stuk tussen Osnabrück en Münster, evenals het traject tussen Münster-Nord via Kreuz Münster-Süd tot aansluiting Münster-Hitrup heeft 2×3 rijstroken.
Tussen Kamener Kreuz en Kreuz Köln-West heeft de snelweg overwegend 2×3 rijstroken. De laatste bestaande 2×2 rijstroken gedeeltes worden nu nog verbreed. Vanaf Dreieck Erfttal tot Kreuz Bliesheim verloopt de A1 samen met de A61. In dit gedeelte heeft de snelweg 2×3 rijstroken.
De snelweg eindigt nu bij aansluiting Blankenheim, het snelwegeinde oostelijk van de Eifel ligt sinds 31 mei 2012 bij aansluiting Kelberg. Voor het sluiten van deze onderbreking over de noordoostelijke rand van de Eifel bevindt zich geen trajectdeel in bouw maar in planning. Op 4 mei 2012 gaf de deelstaatsregering van Noordrijn-Westfalen toestemming om de procedures te starten voor het trajectdeel Blankenheim - Lommersdorf. De plannen zullen in 2018 ter inzage worden gelegd.
In verder verloop krijgt de snelweg door het heuvelige tracé op een aantal stukken een kruipstrook. De snelweg eindigt direct bij aansluiting 150, Saarbrücken-Burbach, en gaat over in de Bundesstraße 268 die ongeveer na 600 meter de bebouwde kom van Saarbrücken ingaat. 

## Bijzonderheden

### Naamsveranderingen van aansluitingen
Meerdere aansluitingen van de snelweg zijn na opening hernoemd. In het bijzonder in Noordrijn-Westfalen werden in de laatste jaren nieuwe voorschriften opgesteld, die nieuwe richtlijnen voor de benoeming van aansluitingen en knooppunten invoerden. Zo heet de aansluiting Gleuel (105) vroeger Hürth en de tegenwoordige Hürth (106) hetende, de volgende zuidelijke aansluiting Knapsack. Enkele aansluitingen hadden vroeger een dubbelbenaming, zo was er Lengerich/Tecklenburg (nu Lengerich, 73), Schloß Burg/Wermelskirchen (nu Wermelskirchen, 96), Bad Münstereifel/Mechernich (nu Mechernich, 112) en Daun/Mehren (nu Mehren, 121). Door de Duitse richtlijn bewegwijzering voor autosnelwegen (RWBA 2000) zijn dubbelbenaming bij nieuwe aansluitingen niet meer toegestaan.

### Hitteschade
De A1 moest van 26 juli 2006 tot 1 augustus 2006 tussen de aansluiting Hagen-West en Westhofener Kreuz in de richting van Bremen wegens ernstige hitteschade afgesloten worden. In het gebied van de werkzaamheden werd het asfalt zacht en ontstond  spoorvorming. Het 30 jaar oude wegdek kon de eenzijdige belasting bij de aanhoudende hoge temperaturen niet standhouden. In dit niet opgeknapte deel werd het gehele wegdek gefreesd en nieuw geasfalteerd. 

### Rijbaansplitsing
Bij Wuppertal-Ronsdorf worden beide rijbanen van de A1 door de verbreding naar 2×3 rijstroken in het Blombachtal voor ongeveer een kilometer gesplitst. Dit komt in Duitsland alleen voor in de A2 bij Bad Oeynhausen, op twee delen van de A7 tussen Hamburg en Hannover, de Albaufstieg in de A8 evenals de A9 in Altmühltal en bij Hienberg.

### Gedenkteken voor het herdenken van de krijgsgevangenen die bij de snelwegbouw werden ingezet
Voor het herdenken van de krijgsgevangenen die tijdens de nazitijd tussen 1939 en 1942 bij de bouw van de Reichsautobahn ingezet werden, werd op 27 januari 2013 op de Dag ter herdenking aan de slachtoffers van het Nationaalsocialisme (zelfde dag als de bevrijding van concentratiekamp Auschwitz, 1945) een gedenkteken bij de snelwegkerk St. Paul bij Wittlich ingewijd. Het bestaat uit twee roestvrij stalen tafels, die aan de buitenste kerkmuur zijn aangebracht. Ze zijn verbonden door een gestileerde snelweg, die bij het einde overgaat in prikkeldraad symboliserende en bloedrood gekleurde vertakkingen overgaat.
Bij de dwangarbeiders gaat het om gevangenen uit het strafkamp Wittlich, concentratiekamp Hinzert en zijn kampen evenals Joden uit Luxemburg en krijgsgevangene en dwangarbeiders uit Polen en de Sovjet-Unie.

### Sluiten van het gat
Hoewel het gat in de Eifel nog steeds niet gesloten is, wordt op de A1 vanuit Saarbrücken in noordelijke richting als bewegwijzeringsdoel Köln weergegeven. Het vermijden van het gat wordt vanaf Dreieck Vulkaneifel Keulen via de A48 tot Kreuz Koblenz bewegwijzerd en vanaf daar over de A61 in noordelijke richting tot het de A1 weer treft. Bij wijze van alternatief kan men de A48 bij Mayen verlaten en via de B262, een twee tot vier rijstroken uitgebouwde autoweg, naar de aansluiting Mendig de A61 bereiken. Een verdere, veel gebruikte alternatieve route begint al bij Kreuz Wittlich via de A60 tot Prüm en vanaf daar door de Westeifel via de B51 naar Blankenheim waar de A1 weer begint. In zuidelijke richting is de laatste route vanaf Kreuz Bliesheim met het doel Trier bewegwijzerd. 

## Rijbaansplitsing
Tussen de aansluitingen Eppelborn (141) en Tholey (140) is de snelweg voorzien van een klimstrook. Door de geringe ruimte onder een viaduct is de rijbaan richting het noorden gesplitst. Twee linker rijstroken gaan links voorbij de brugpijler en de rechter rijstrook gaat rechts daarvan voorbij.

### Bushaltes
De A1 heeft bij de aansluiting Saarbrücken-Von der Heydt (148) in de richting van Trier een bushalte voor de Saarbrückse stadsdelen Kirschheck en Von der Heydt. Tegenwoordig wordt de bushalte alleen nog gebruikt voor vervangend vervoer wanneer de parallel verlopende Stadtbahnlijn 1 van de Saarbahn, die naast de snelweg een halte voor beide stadsdelen heeft, en voor de belbus 168 Von der Heydt - Heinrichshaus. Ook bij de aansluiting Saarbrücken-Burbach (150), eindpunt van de A1, bevond zich tot 2001 een bushalte. Deze verviel door de uitbreiding van de Saarbahn om ruimte daarvoor te maken en de halte werd overgenomen door de 750 meter zuidelijker gelegen halte Siedlerheim.

## E-wegen
De A1 loopt samen met de volgende Europese wegen:
- E47: Heiligenhafen - Kreuz Lübeck
- E22: Kreuz Lübeck - Dreieck Stuhr
- E37: Dreieck Stuhr - Kreuz Köln-Nord
- E31: Kreuz Köln-Nord - Kreuz Bliesheim
- E29: Kreuz Bliesheim - Blankenheim
- E44: Dreieck Vulkaneifel - Kreuz Wittlich
- E44: Kreuz Wittlich - Dreieck Moseltal
- E422: Dreieck Moseltal - Saarbrücken-Burbach

## Planningen/Bouw
De A1 is in beeld voor verbredingsactiviteiten door de Bond. In het uiterste noorden wordt de Oostzeekust verbonden. In het gehele overbelaste gedeelte tussen Hamburg en Keulen zijn renovaties evenals volledige verbreding naar minstens 3 rijstroken per richting en verbreding van diverse knooppunten en aansluitingen in planning, in bouw of zijn al afgerond. In de Eifel is de A1 over een lengte van 25 kilometer nog onderbroken (stand 1 april 2024).

### Noordelijke verlenging richting Fehmarn
In Oost-Holstein begint de A1 nu bij Heiligenhafen-Ost. In samenhang met de bouw van de vaste Fehmarnbeltverbinding zijn ook plannen om de huidige B207 als verlenging van de A1 tussen Heiligenhafen-Ost en Puttgarden naar 2×2 rijstroken uit te breiden. Dit trajectdeel van de achterlandverbinding is circa 22 kilometer lang en in de Bundesverkehrswegeplan 2003 met de prioriteitsstatus Weiterer Bedarf (lage prioriteit) opgenomen. De ingebruikname van de vaste circa 20 kilometer lange Fehmarnverbinding is volgens Deense plannen op zijn vroegst in 2026 gepland, de Duitsers verwachten niet voor 2028 de tunnel te kunnen openen. De Sleeswijk-Holsteinse verkeersminister Meyer informeerde de Bondsverkeersminister Ramsauer op 11 september 2012 daarover, dat de deelstaat Sleeswijk-Holsten een extra verbinding (brug of tunnel) via de Fehmarnsund voor opname in de Bundesverkehrswegeplan 2030 te willen. In de vanaf 2017 geldende verkeersplan is de uitbouw naar 2×2 rijstroken van de B207 tussen Puttgarden en Heiligenhafen-Ost in de categorie Laufend und fest disponiert (lopend en ver in de planning) behouden.

### Verbreding van de zuidelijke randweg Hamburg
Tussen Kreuz Hamburg-Südost met de A25 en Horster Dreieck met de A7 is een verbreding naar 2×4 rijstroken gepland. Het traject tot Hamburg-Stillhorn heeft vordringlichen Bedarf (hoge prioriteit), het overige deel heeft weiteren Bedarf mit Planungsrecht (lage prioriteit met planningsrecht). Het verdere verloopt tot Buchholzer Dreieck gaat 2×3 rijstroken krijgen (weiteren Bedarf mit Planungsrecht). In de jaren 2020 gaat de nieuw te bouwen A26 aan de A1 worden aangesloten, waarbij de aansluiting Hamburg-Stillhorn tot knooppunt wordt opgebouwd.

### Verbreding naar 2×3 rijstroken tussen Buchholzer Dreieck tot Bremen
De zogenaamde Privatautobahn (private snelweg) werd in augustus 2008, onder de titel "Betreibermodell Bundesautobahn A 1 Hamburg-Bremen" in kader van een publiek-private samenwerking, met de verbreding naar 2×3 rijstroken tussen Buchholzer Dreieck en Bremer Kreuz gestart. Het traject is onderdeel van de verbinding tussen beide grote zeehavens, de haven van Hamburg en de havengroep Bremen/Bremerhaven en genereerd een hoge tolopbrengst (vrachtverkeer). De concessiemaatschappij A1 mobil, bestaat uit de ondernemingen Bilfinger Berger, het bouwbedrijf Johann Bunte en de Britse investeerder Investor John Laing plc, is voor verbreding evenals voor 30 jaar voor het onderhoud van de snelweg verantwoordelijk. Als tegenprestatie geeft de staat de private onderneming een deel van de inkomsten uit de vrachtwagentol. Hoe hoog dit aandeel is, is geheim gehouden. Het officiële bouwbegin startte in november 2008.
Bij deze verbreding raakte het fluisterasfalt in het eerste kwartaal van 2010 op een gerenoveerde en maar drie maanden vrijgeven traject bij Bremen over een grote oppervlakte los. Door de hoeveelheid aan kuilen kwam de verkeersveiligheid in het geding en werd als noodoplossing de oude rijbaan weer in gebruik genomen. Door een bijdrage van alleen maar €10.000 kwam de beheerconsortium door herhaaldelijke bouwfouten, misrekeningen van de kosten of andere problemen in financiële problemen, nam de Bond alle kosten op zich.
De verkeersonderzoeker Michael Schreckenberg kritiseerde dat de werktrajecten door "technocraten" gemaakt zijn, "zonder enige kennis van de psychologie van de bestuurders". Sinds het begin van de werkzaamheden zijn tal van ongelukken in het politiegebied Rotenburg an der Wümme van 2008 tot 2009 met 121% gestegen. Het aantal dodelijke ongelukken op dit deel steeg van twee (2008) naar zes (2009). In het eerste halfjaar van 2010 waren zeven fatale ongelukken. Om verdere ongelukken te vermijden werd besloten om de weg in de werkzaamheden met een meter te verbreden. Omdat dit niet in het contract met het beheerconsortium geregeld was, werd dit met belastinggeld door de Bond gefinancierd.
De werkzaamheden werden op 11 oktober 2012 afgerond.
In februari 2014 maakte Bilfinger-Berger bekent dat zijn aandeel van 42,5% in het beheerconsortium met een waarde van €34 miljoen af te schrijven.
Al kort na het begin van de werkzaamheden zat het beheerconsortium A1 mobil in financiële problemen, die door een geheimhoudingsplicht met de financieringsbanken uit de openbaarheid werd gehouden. Eind augustus 2017 eiste A1 mobil bij de Bond voor een betaling van €640 miljoen. Als rede werd aangevoerd dat door de financiële crisis het vrachtverkeer (belangrijkste inkomstenbron door de vrachtwagentol) onvoorspelbaar was gekrompen.

### Verbreding Bremen tot Dortmund
In Weiteren Bedarf mit Planungsrecht is ingedeeld is de verbreding van de 2×3 rijstroken gedeelte tussen Bremer Kreuz en Dreieck Stuhr naar 2×4 rijstroken.
In verder verloop zal de A1 tot Keulen compleet naar 2×3 rijstroken worden verdreed. Het trajectdeel bij het huidige uitbreidingseinde bij Delmenhorst/Groß Mackenstedt tot Dreieck Ahlhorner Heide met de A29 is in het verkeersplan van de Bondsregering met de status Weiterer Bedarf mit Planungsrecht opgenomen. Het andere trajectdeel tot Münster-Nord is de verbreding met de status Vordringlichen Bedarf - Engpassbeseitigung (hoge prioriteit - oplossen knelpunt).
De beheerder van het bedrijventerrein Niedersachsenpark evenals regionale politiek wensen een extra aansluiting tussen de aansluitingen Neuenkirchen/Vörden en Bramsche voor de ontsluiting van het verkeer en voor de eindfase van het meer dan 400 hectare grote intercommunale bedrijven- en industrieterrein.
In november 2010 gaf de Nedersaksische autoriteit voor wegenbouw en verkeer het tracébesluit uit voor een deel van de verlenging van de A33. Het knooppunt tussen de A33 en de A1 komt tussen de aansluitingen Bramsche en Osnabrück-Nord te liggen. Dit knooppunt krijgt op de A1 het nummer 69 toebedeelt. Dit werd al verwacht op het moment dat de nummering voor aansluitingen werd ingevoerd. De aansluiting Bramsche heeft het nummer 68 en de daarop volgende aansluiting Osnabrück-Nord heeft het nummer 70.
Bij Münster is de snelweg al verbreed naar 2×3 rijstroken tot de derde aansluiting van Münster, Münster-Hiltrup. De nieuwe aansluiting ligt direct bij het nieuwe Hansa-Business-Park en werd in oktober 2014 vrijgegeven. Voor het volgende traject tussen de brug over de Dortmund-Eemskanaal bij Amelsbüren in zuidelijke richting tot Kamener Kreuz werd de verbreding naar 2×3 rijstroken in het Bundesverkehrswegeplan als Vordringlich Bedarf mit Engpassbeseitigung (hoge prioriteit om knelpunt op te lossen) opgenomen. De uitbreiding van de knooppunten Kreuz Dortmund/Unna, Westhofener Kreuz en Kreuz Wuppertal-Nord hebben een hoge prioriteit, de verbreding naar 2×4 rijstroken voor de verbinding tussen beide eerstgenoemde knooppunten heeft een lage prioriteit, deels met planningsrecht.

### 2×3 rijstroken tussen Dortmund en Keulen

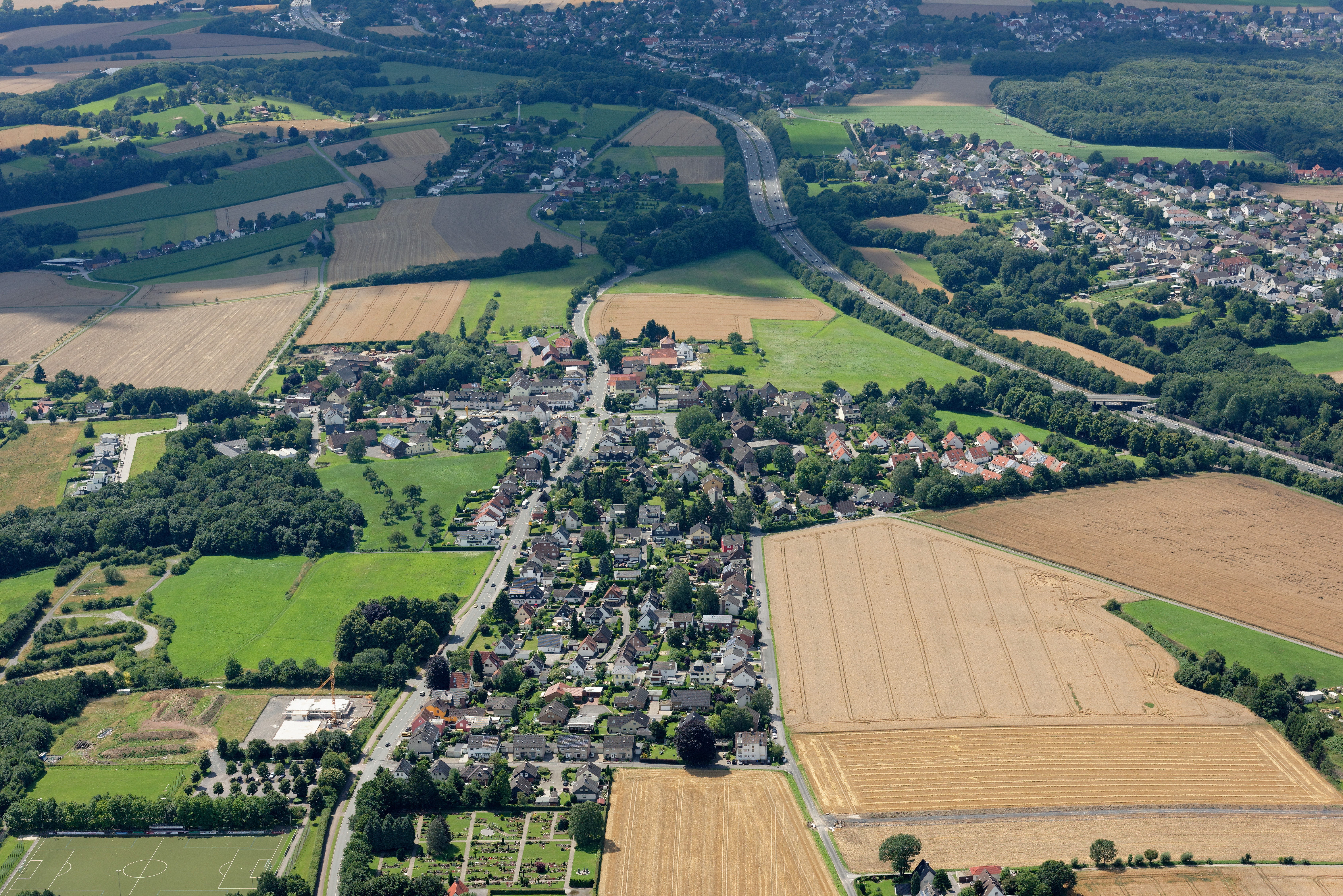
A1 bij Holzwickede (2015)

Op dit traject zijn enkele delen van het traject voorzien van 2×3 rijstroken. Het laatste trajectdeel bij Wuppertal en Remscheid met de Talbrücke Langerveld en de Wuppertalbrücke Öhde zijn in augustus 2012 gereedgekomen en geopend voor het verkeer.
Verder in planning is de ombouw van aansluiting Wuppertal-Ronsdorf tot een knooppunt om de zuidwestelijke onderbreking van de ring van Wuppertal, die begin 2006 door de ingebruikname van de Burgholztunnel werd verlengd, om via de huidige Landesstraße L419 en L418 tot de aansluiting bij de snelwegen A46 en A535 bij de Sonnborner Kreuz te competeren.
De verbreding naar 2×3 rijstroken op het trajectdeel Wermelskirchen - Remscheid begon op 9 mei 2005. De aansluiting Remscheid werd daarbij tot 2008 gebouwd. De verbreding van de snelweg ging gepaard met het dieper leggen van de snelweg, in het bijzonder wegens een monumentale spoorbrug. De verbreding werd in 2012 afgerond. De ombouw en de renovatie van de Talbrücke Höllenbach vertraagde de verbreding en duurde tot de winter 2017/2018, waardoor pas in 2018 op dit deel 2×3 rijstroken gebruikt kan worden.
In de ring van Keulen heeft de A1 volledig 2×3 rijstroken. Tussen Keulen-Bocklemünd en Kreuz Köln-West is sinds december 2012 drie rijstroken per richting vrijgegeven. De 1550 meter lange landtunnel Lövenich was in begin 2013 gereed. De testperiode in de tunnel werd mei 2014 afgerond. De maximumsnelheid is in de tunnel begrensd tot 80 km/h. Het trajectdeel tussen Keulen-Böcklemünd en Kreuz Köln-Nord heeft sinds november 2015 2×3 rijstroken. De verbreding naar 2×4 rijstroken tussen Keulen-Niehl tot Kreuz Köln-Nord is in het Bundesverkehrswegenplan opgenomen met weiterer Bedarf mit Planungsrecht. De verbreding 2×3 rijstroken van Kreuz Köln-West tot Dreieck Erfttal is opgenomen als Vordringlichen Bedarf - Engpassbeseitigung, het volgende trajectdeel, gemeenschappelijk met de A61 tot Kreuz Bliesheim, is ingedeeld onder weiteren Bedarf mit Planungsrecht.

#### Nieuwbouw Rijnbrug Leverkusen

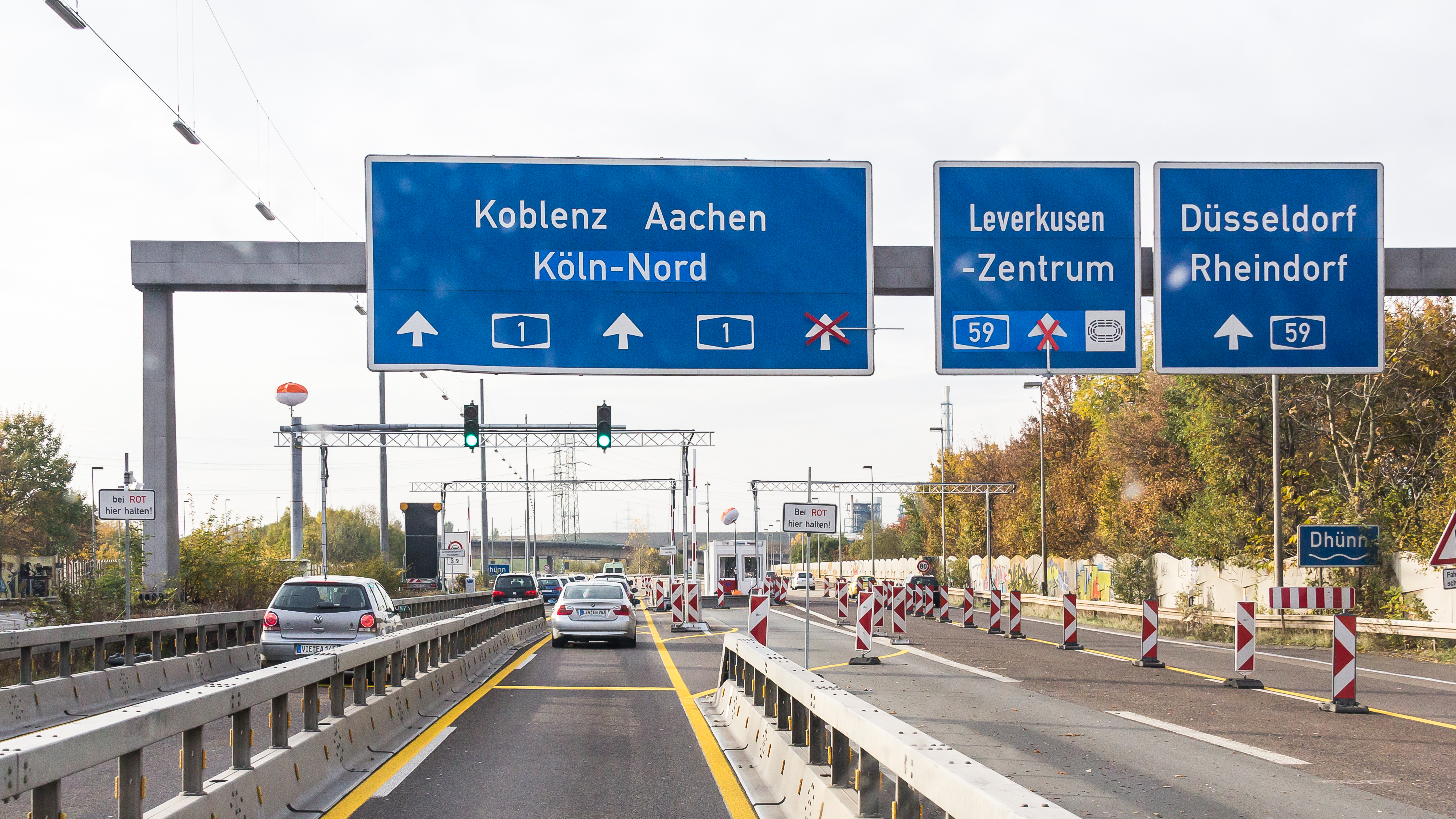
Een van de vier breedtesluizen voor de Rijnburg Leverkusen. Dit is om te voorkomen dat een voertuig zwaarder dan 3,5 ton de brug oprijdt (2016).

Door de extreem slechte staat van de Rijnbrug Leverkusen is nieuwbouw noodzakelijk. Tot die tijd is de huidige brug gesloten voor alle voertuigen zwaarder dan 3,5 ton totaal gewicht. Dit leidde tot aanzienlijke problemen omdat bijna gelijktijdig enige schade aan de Zoobrücke in Keulen de omleidingsroute wegvalt, doordat de Stad Keulen deze brug begrensde voor verkeer zwaarder dan 7,5 ton en de snelweg A57 ter hoogte van Dormagen een snelwegbrug zwaar beschadigd raakte door een brand en door een noodbrug tijdelijk vervangen werd. Na het doorvoeren van de urgentste reparatie aan de Rijnbrug Leverkusen gold vanaf mei 2013 een verbod voor voertuigen zwaarder dan 44 ton, dat ondertussen weer opgeschroefd is naar een verbod voor 3,5 ton. De toegelaten maximumsnelheid is voor alle voertuigen naar 60 km/h gebracht. Ter controle van de snelheid en het gewicht werd op de brug in beide richtingen vaste snelheidscontroles geplaatst en aan het begin en in het midden van de brug geïnstalleerd. De metingen volgen via inductielussen in het wegdek. De inkomsten van de boetegelden lag tot het vernieuwde verbod naar 3,5 ton ver onder de verwachting van de gemeenten. Na het verbod op voertuigen zwaarder dan 3,5 ton en ondanks de flitspalen bleven zware voertuigen over de brug rijden. Om dit te voorkomen werd in de herfst van 2016 voor rond de €5 miljoen een breedtesluis met verkeerslichten op de snelweg ingericht. Deze verhinderen het doorrijden van voertuigen zwaarder dan 3,5 ton en breder dan 2,3 meter. Dit leidde tot grote verkeersproblemen voor de brug omdat iedere fout rijdende voertuig tot korte sluiting van de weg leidde.
De wegbeheerder Landesbetrieb Straßenbau NRW (Straßen.NRW) plant voor de vervanging van de huidige Rijnbrug door een nieuwe brug met 2×5 rijstroken. De bouw zou in 2017 starten, vanaf 2020 (eerst brug gereed met vijf rijstroken) zou de huidige brug afgebroken worden en op die locatie het tweede brugdeel worden gebouwd. Het plan wordt door lokale politiek wegens de structurele effecten op de stad Leverkusen bekritiseerd, als alternatief werd de bouw van een tunnel door het stadsgebied van Leverkusen of de verlenging van de A542 door de bouw van een extra oversteek in de discussie gebracht. Op 14 december 2017 volgde officieel de eerste schop in de grond voor de bouw van de nieuwe brug.

### Sluiting van de onderbreking in de Eifel

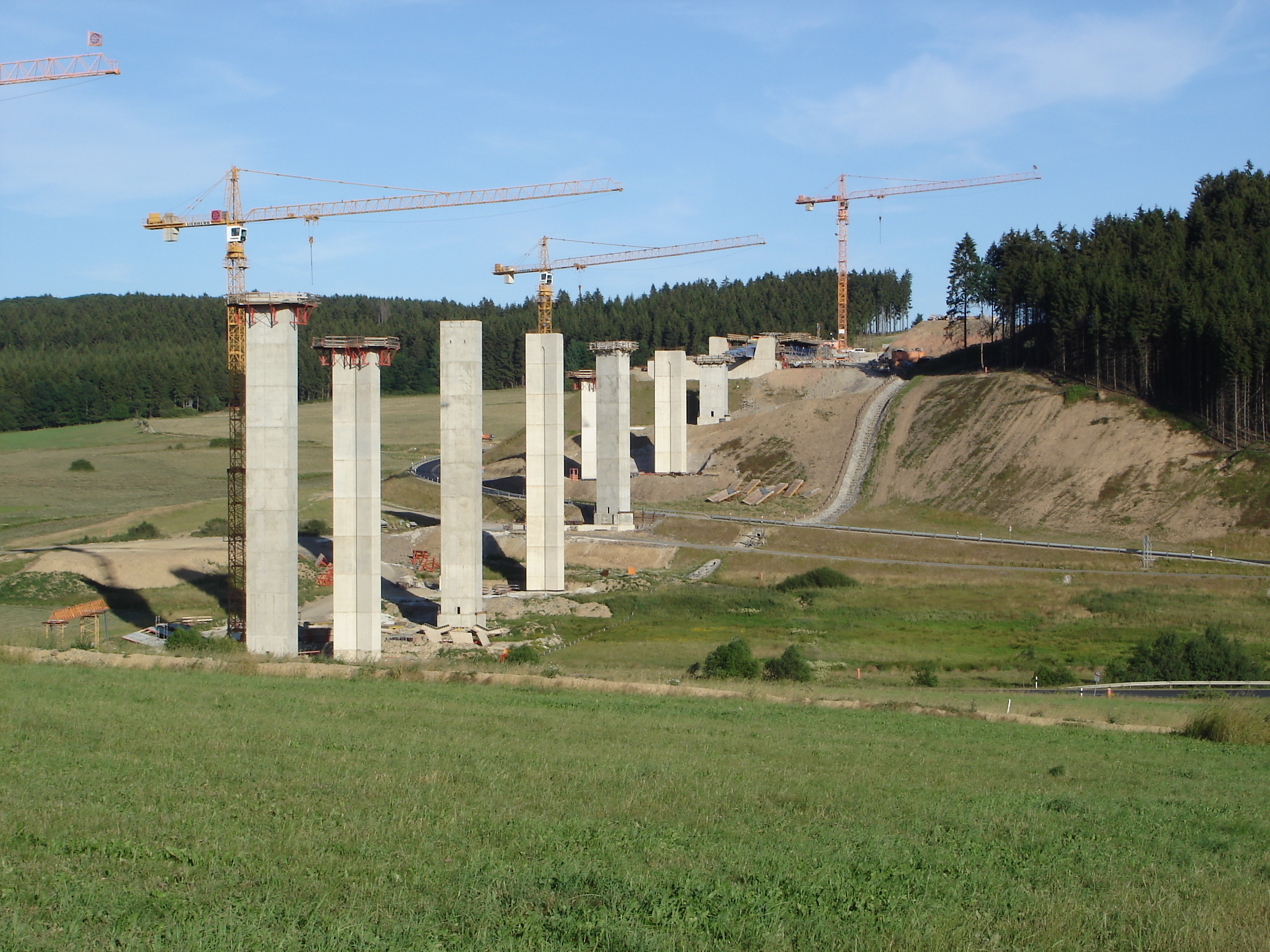
Liesertalbrücke bij Daun in aanbouw (juli 2006)

De sluiting van de onderbreking tussen de huidige snelwegeindes bij Blankenheim en Kelberg, niet ver van Dreieck Vulkaneifel, bevindt zich grotendeels nog in planning. Voor de nog ongeveer 25 kilometer lange gat ligt rond de 15 kilometer onder de verantwoording van Noordrijn-Westfalen, de overige 10 kilometer zal door Rijnland-Palts gerealiseerd worden. Omdat het tracébesluit sinds 2005 meerdere malen veranderd moest worden, wordt de start van de bouw op de korte termijn niet verwacht.
De sinds begin jaren 80 geplande nieuwbouw van de A1 door de Eifel werd compleet als Vordringlichen Bedarf in het Bundesverkehrswegeplan 2003 opgenomen. Het natuurbeschermingsonderzoek loopt sinds 2004 waarbij wordt onderzocht of het geplande tracé vanaf de aansluiting Blankenheim richting het zuiden tot de aansluiting Kelberg vanuit ecologische oogpunten verdedigbaar was; de uitkomsten van het onderzoek werd in het tracébesluit opgenomen. Dit werd voor het noordelijkste, in Noordrijn-Westfalen gelegen gedeelten tussen de geplande aansluiting Lommersdorf en Blankenheim in mei 2012 gestart, het verdere trajectdeel tot Adenau en Kelberg bevindt zich nog in het natuurbeschermingsonderzoek. De sluiting zal rond de €400 miljoen kosten. Het was gepland om in 2010 de bouwvergunning voor het overgebleven trajectdeel te verkrijgen en om de onderbreking in 2015 volledig te sluiten.
Terwijl vele bewoners en vertegenwoordiger van het bedrijfsleven de bouw aanmoedigde, kondigde natuurbeschermingsverenigingen gerechtelijke verzet aan. De planningen vertraagde sinds jaren door de milieuwetgeving, in het bijzonder de Vogel- en Habitatrichtlijnen die het proces langer laten duren.
De onderbreking is opgeknipt in drie trajectdelen:
- Aansluiting Blankenheim (bij Tondorf - aansluiting Lommersdorf: voor dit 6 kilometer lange trajectdeel loopt sinds mei 2012 het tracebesluit. De kosten van dit trajectdeel ligt rond de €57 miljoen;[60]
- Aansluiting Lommersdorf - aansluiting Adenau: voor dit bijna 9 kilometer lange deel is een actualisering van de ontwerpfase aan de gang[61] De kosten van dit trajectdeel ligt rond de €250 miljoen;[60]
- Aansluiting Adenau - aansluiting Kelberg: voor dit bijna 11 kilometer lange trajectdeel van Adenau tot Kelberg startte de Bondsverkeersministerie in augustus 2014 het voorontwerp.[62] De kosten van dit trajectdeel ligt rond de €205 miljoen.[60]

In het Rijnland-Palts zijn tussen de coalitiepartners van de deelstaatregering ondertussen meningsverschillen ontstaan over het doortrekken van de snelweg.
Alle drie de trajectdelen zijn in het Bundesverkehrswegeplan 2030 als vordringlicher Bedarf (hoge prioriteit) opgenomen.

### Verlenging naar het stadsgebied van Saarbrücken
In het stadsgebied van Saarbrücken is gepland om de A1 tot de Westspangenbrücke, dat wil zeggen tot de stadssnelweg A620, te verlengen. Tussen aansluiting Von der Heydt en Burbach zal een verbinding naar de A623 in de buurt van aansluiting Ludwigsberg worden gemaakt, vroeger ook als Verschwenkung aangeduid. Dit tracé was door milieugronden alleen met 1×2 rijstroken zonder rijbaanscheiding als voornemen met speciale natuurbeschermingsmaatregelen met vordringlichen Bedarf in het Bundesverkehrswegeplan 2030 opgenomen. In verder verloop zal de bestaande 2×2 rijstroken tellende Camphauser Straße als vervolg van de A623 vanaf aansluiting Ludwigsberg en daaraan aansluitend ook als stuk van de B268 tot de Westspangenbrücke snelwegachtig, dat wil zeggen met rijbaanscheiding en ongelijkvloerse kruisingen, omgebouwd worden en bij de A1 worden toegevoegd. De realisering van dit plan is tot op heden niet naar voren geschoven. Op 1 juni 2013 begon de voorplanningsfase. In het Fernstraßenausbaugesetz is de 2×2 rijstroken tellende nieuwbouw als weitere Bedarf mit Planungsrecht opgenomen.